# Битва при Чикамоге
Битва при Чикамоге (англ. Battle of Chickamauga) произошла 19—20 сентября 1863 года. Одно из важнейших сражений и единственная крупная победа конфедератов на Западном театре боевых действий Гражданской войны в США. Чикамога стала вторым по количеству потерь сражением войны после Геттисберга. Сражение произошло между Камберлендской армией генерала Роузкранса и Теннессийской армией генерала Брэкстона Брэгга и получила название от реки Чикамога-Крик, притока реки Теннесси.
Брэгг намеревался обойти левый фланг федеральной армии и отрезать её от Чаттануги; 18 сентября дивизия Джона Худа вышла к флангу Камберлендской армии, но не решилась атаковать в вечерней темноте, а генерал Роузкранс усилил свой левый фланг корпусом Томаса. Утром 19 сентября северяне решили атаковать хвост колонны Худа, приняв её за пехотную бригаду, но на их пути оказалась кавалерия Форреста, которая удержала позицию и позволила подойти подкреплениям. Обе стороны начали перебрасывать подкрепления на северный фланг. Брэгг бросил в бой дивизию Лидделла, которая разгромила дивизию Абсалома Бэрда, но была остановлена дивизией Палмера. Южане атаковали Палмера силами дивизии Читема, но он удержал позицию. К концу 19 сентября ни одной из сторон не удалось переломить ход сражения.
На второй день Брэгг рассчитывал разбить левый фланг северян (позицию корпуса Томаса), но атаки дивизий Брэкинриджа, Клейберна и Уокера были отбиты. В 11:10 начало атаку левое крыло армии Брэгга, которым командовал Джеймс Лонгстрит. Дивизии Лонгстрита атаковали участок, с которого по недоразумению ушла дивизия генерала Томаса Вуда. Весь правый фланг федеральной армии был опрокинут, разбитые полки отступили на высоту Подкова. Роузкранс уехал в Чаттанугу, сдав командование генералу Томасу. Фланг Томаса ещё держался, но в 17:00 генерал отдал приказ отступать. Южане заметили исчезновение противника только на следующее утро.

## Предыстория
Летом 1863 года генерал Уильям Роузкранс успешно провёл Туллахомскую кампанию, вытеснил противника из Центрального Теннесси и создал угрозу городу Чаттануга, но его успехи правительство не оценило и даже не заметило. Один из его офицеров писал, что если кампания была успешна, но прошла без потерь и не привела к разгрому противника, то это значит, что основное сражение произойдёт где-то в другом месте. Военный департамент требовал от Роузкранса продолжения наступления. Ближайшей целью была Чаттануга, важный дорожный узел, через который можно было и контролировать восточный Теннесси с его запасами угля, и наступать на юг. Но наступать на Чаттанугу надо было через горы и по плохим дорогам, что требовало надёжной коммуникации, системы складов и в целом длительной подготовки. В то же время военный министр Стэнтон требовал незамедлительного наступления. Роузкранс отказался наступать без подготовки и даже пригрозил подать в отставку, но президент Линкольн смог уладить конфликт.
Всё это время, июль и август 1863 года, Теннессийская армия Брэкстона Брэгга бездействовала в Чаттануге, страдая от плохого продовольственного снабжения. Сам Брэгг был болен, в депрессии, утратил всякую волю к действиям и не мешал приготовлениям Роузкранса. Дэниел Хилл, который в те дни встретил Брэгга впервые после 1845 года, был удивлён тем, как Брэгг постарел, стал нервным, и от постоянных отступлений лишился всякого энтузиазма. Между тем среди генералов Юга возникла идея «западной концентрации». Пьер Борегар утверждал, что необходимо нанести удар в самом слабом месте противника: в Теннесси. Эти идеи разделял и Джеймс Лонгстрит, который стал просить перевода его корпуса на запад. Сам Брэгг полагал, что наступать на Роузкранса через горы слишком опасно, и что оборона – единственная возможная альтернатива.
15 августа Роузкранс отдал приказ о начале наступления. Он решил обойти Чаттанугу через горы с запада и тем поставить Брэгга под угрозу окружения. Марш через горы был опасен, но на стороне федералов было численное превосходство: армия Роузкранса насчитывала 60 500 человек, и ещё резервный корпус в 20 500 человек, а армия Брэгга, по данным Роузкранса, насчитывала всего 28 или 30 тысяч человек, хотя в реальности у Брэгга было 37 тысяч. Роузкранс переоценивал и деморализацию противника. Брэгг ничего не знал о начале наступления, поскольку не предпринял никаких мер по разведке. Генерал Хилл удивлялся тому, как это непохоже было на генерала Роберта Ли, который всегда знал всё о том, что происходит перед его фронтом. 21 августа федеральная армия подошла к самой Чаттануге, застав командование южан врасплох.
Роузкранс смог начать переправу через реку Теннесси только 29 августа, его армия в основном переправилась на южный берег к 4 сентября. Брэгг за это время успел эвакуировать Чаттанугу и запросить подкреплений. Он не понимал намерений противника и не знал, что предпринять, но подкрепления получить успел: ко 2 сентября подошли дивизии Уокера и Брэкинриджа.
4 сентября генерал Криттенден приказал генералу Томасу Вуду выдвинуться с его бригадой к Чаттануге, но Вуд счёл такой манёвр слишком опасным. Когда Роузкранс спросил Криттендена, почему приказ не был выполнен, тот ответил словами Вуда, что «слепое повиновение приказам» в данном случае не оправдано. Самому Вуду ответ Криттендена показался несправедливым, и он написал по этому поводу письмо в штаб армии, но штаб встал на сторону Криттендена. Историк Коззенс писал, что Вуд был чувствителен к критике и решил, что если командованию нужно «слепое повиновение», то они его и получат, и это повлияло потом на ход сражения при Чикамоге.
5 сентября Брэгг узнал о расположении частей противника и его примерных планах (из чикагской газеты) и уже 6 сентября приказал оставить Чаттанугу, чтобы встретить с фронта противника, переходящего горы, и дать ему бой. Утром 7 сентября его снова одолели сомнения, и он отменил приказ, но к вечеру армия всё же начала покидать Чаттанугу. Это решение в целом было верным: удерживать Чаттанугу не было никакого смысла, поскольку северяне уже практически обошли левый фланг Теннесийской армии.  Брэгга беспокоила и малочисленность его войск. Он ещё не знал, что в эти самые дни Военный департамент согласился перевести на запад дивизии Джона Худа и Лафайета Маклоуза из корпуса Лонгстрита. Переброска должна была быть секретной, но когда первые поезда вышли из Ричмонда 9 сентября, об этом стало известно газетам севера.
Северяне узнали об отступлении Брэгга вечером 8 сентября. Роузкранс приказал немедленно начать преследование силами всей армии. Генерал Томас считал это опасным и предлагал сначала сконцентрироваться в Чаттануге, но Роузкрансу казалось, что противник в панике бежит, и его можно гнать до самой Атланты. Брэгг между тем остановил армию между Чаттанугой и Лафайетом, где 9 сентября узнал, что одна из наступающих дивизий противника (Дивизия Негли), 4 или 8 тысяч человек, наступает в отрыве от основной армии. Брэгг решил атаковать её силами дивизий Хайндмана и Клейберна. Столкнувшись в передовыми пикетами южан, Негли занял оборону у перекрёстка Дэвис-Кроссроудс. Атака была запланирована на утро 11 сентября, но генерал Хайндман действовал нерешительно, и не вышел на позицию до вечера. В итоге дивизия Негли успела отступить, и удачный шанс для Брэгга был упущен.
Эта неудача так расстроила Брэгга, что он был готов отвести всю армию к Лафайету, но утром 12 сентября пришёл в себя и решил ещё раз атаковать противника, пока Камберлендская армия не успела сконцентрироваться. В это время часть корпуса Криттендена (бригада Харкера) подошла к мельнице Ли и Гордона на реке Чикамога, и Брэгг решил атаковать в этом направлении. Он велел генералу Леонидасу Полку атаковать силами дивизии Читема, и направил туда же дивизию Хайндмана и корпус Уокера. Уокер подошёл только в 20:00, а Полк переоценивал силы противника и не решался на атаку. К утру 13 сентября атака так и не началась, и южане упустили ещё один шанс на победу. Весь этот день Брэгг ожидал атаки противника, но к утру 14 сентября её не случилось, и Брэгг приказал отступать к Лафайету, отдав инициативу Роузкрансу, который мог теперь спокойно концентрировать свою армию, где угодно.
Утром 15 сентября Брэгг получил небольшое подкрепление (7600 человек), и это придало Брэггу уверенности. Он собрал командиров на совет и предложил выступить на север, а потом на запад, оказавшись между федеральной армией и городом Чаттануга. Он полагал, что это вынудит Роузкранса или наступать, чтобы вернуть Чаттанугу, или отступать назад через горы, опасаясь за свои коммуникации. Все одобрили этот план, но Брэгг не решился отдать приказ на наступление в тот день (возможно, ожидая пополнения из Вирджинии) и только вечером 16 сентября составил приказ. Чтобы отрезать Роузкранса от Чаттануги, Брэггу надо было перейти реку Чикамога-Крик и выйти к дороге Лафайет-Чаттануга, которая пересекала реку у мельницы Ли и Гордона, и затем шла на север в Россвилл и оттуда в Чаттанугу. Эти земли когда-то были населены индейцами чероки, беглыми рабами, беглыми лоялистами и индейцами-криками, которые нападали на торговые лодки на реке Теннесси. Для отличия их от мирных чероки поселенцы назвали этих людей «чикамогами» (Chickamaugas), по названию реки, где они селились, и которая в переводе с языка чероки означает «Река смерти». Чикамога-чероки были выселены с этой земли в 1838 году, но с тех пор территория была слабо заселена и слабо освоена.
17 сентября в 3 часа ночи Брэгг внезапно передумал наступать и объявил об отмене приказа. Днём он снова изменил свои планы и в 14:00 отдал приказ о наступлении, при этом корпусу Башрода Джонсона было велено двигаться на юг, к Лафайету. Утром того же дня на станцию Катуса около Рингголда прибыла Техасская бригада под командованием Жерома Робертсона. Джорджианская бригада Беннинга отставала на несколько часов, а за ней следовала миссисипская бригада Грегга. Дивизионному командиру Джону Худу нужен был ещё целый день, что попасть на станцию. Лонгстрит с дивизией Джозефа Кершоу был в двух днях пути. Федеральные наблюдатели замечали облака пыли от перемещающейся пехоты, но не знали, как это интерпретировать. Роузкранс понимал, что противник концентрируется где-то рядом, и сдвинул свои корпуса немного к северу. Брэгг смог выявить, что левый фланг противника находится где-то около мельницы Ли-Гордона, и решил с утра обойти этот фланг с севера.

## Силы сторон
Согласно историку Питеру Коззенсу, федеральная Камберлендская армия насчитывала перед сражением 57 840 человек. Согласно Гленну Такеру, армия насчитывала 64 500 человек при 170 орудиях. Генри Кист, участник сражения, писал, что на бумаге в армии числилось 67 548 боеспособных человек, но реально на поле боя присутствовало около 55 000, поскольку многие части были выделены для тыловой службы. Например, из девяти бригад корпуса Гренджера только две присутствовали на поле боя.
Теннессийская армия Брэгга по различным оценкам насчитывала 68 000 человек, или же 71 500. В своей книге «От Манассаса до Аппоматокса» генерал Лонгстрит приводит такие цифры: 43 866 — исходная численность Теннессийской армии, 11 500 — подкрепления от Джонстона за август-сентябрь, 5000 — подошедшие дивизии Лонгстрита, итого 60 366 человек. Из них 1124 потеряно 18-го и 19-го числа, и в сражении 20 сентября участвовало 59 242 человек.

## Сражение, 18 сентября
17 сентября в 05:00 корпус Башрода Джонсона выступил от станции Катуса на юг (в соответствии с приказами от 16 числа), но вскоре был получен приказ наступать на запад, к мосту Ридс-Бридж, и занять плацдарм за рекой. Через несколько минут пришёл ещё один приказ, согласно которому, перейдя реку, Джонсон должен двигаться на юг, к мельнице Ли-Гордона. Участок около моста обороняла кавалерийская бригада Роберта Минти, который всю ночь сообщал в штаб корпуса, что слышит свистки паровозов у станции Рингголд, но генерал Криттенден был уверен, что южане отступают, и что Минти слышит, как они вывозят по железной дороги военное имущество. В 06:00 Минти послал 100 кавалеристов под командованием капитана Хебера Томпсона в сторону Рингголда. Томпсон дошёл до речки Пивайн-Крик, где обнаружил наступающие колонны южан. Он отошёл за мост через Пивайн-Крик и занял там позицию. Джонстон выслал к мосту 17-й Теннесийский полк для разведки. Рядовой Сэмуэль Уолтерс из роты «F» 2-го Пенсильванского кавалерийского полка выстрелил в кого-то из офицеров-теннесийцев, сделав первый выстрел сражения при Чикамоге.
Джонсон приостановился, ожидая подхода кавалерии Форреста, но Форрест прибыл только с эскортной ротой, поэтому Джонсон отправил в атаку на мост 17-й Теннесийский, с ротой Форреста и артиллерией. В перестрелке погиб рядовой федеральной армии, Джон Уорд, который стал первым военным, погибшим в этом сражении. Отряд Томпсона отступил от мосты на высоту Пивайн-Ридж, куда уже подошёл, по приказу Минти, 4-й мичиганский кавалерийский полк и два орудия. Когда эти орудия открыли огонь, Джонсон приказал подвести свою артиллерию, из-за чего снова потерял время. Минти, наблюдая за южанами с высоты Пивайн-Ридж, насчитал 15 полков. В 11:00 он приказал кавалерии прикрыть соседний мост Диер-Бридж, и донёс о происходящем генералу Криттендену. Затем он отступил с хребта и развернул свою кавалерию в 400 метрах восточнее моста Ридс-Бридж. К этому времени Джонсон осознал, что всего около 1000 кавалеристов противника четыре часа сдерживают его четыре бригады, поэтому начал общее наступление через хребет Пивайн-Ридж. Минти пришлось отступать, и его отряд едва успел отступить за Чикамогу и снять несколько досок с настила моста. 5-й Теннессийский полк бросился в атаку, и в 15:00 первые южане вступили на западный берег реки Чикамога.
Южнее, у деревянного моста Александерс-Бридж, стояла федеральная бригада Джона Уайлдера из дивизии Рейнольдса. 123-й Иллинойсский и 72-й Индианский простреливали подходы к мосту. В 10:00 несколько северян, которые перешли мост в поисках продовольствия, наткнулись на кавалерийскую бригаду Дэвидсона, которая шла на усиление Форреста и Ридс-Бридж. Дэвидсон отбросил противника за мост, после чего продолжил марш на север. В 13:00 об этом столкновении узнали в корпусе Уильяма Уокера, который стоял всего в километре от моста. Дивизионный командир Джон Лидделл приказал миссисипской бригаде Эдварда Уолталла выдвинуться к мосту. В это время 72-й Индианский полк уже ушёл на помощь Минти (кроме одной роты), а мост удерживал 17-й Индианский и 98-й Иллинойсский полки при поддержке артиллерийской батареи (4 орудия). По ней открыла огонь алабамская батарея капитана Фоулера. У моста 34-й и 30-й Миссисипские полки открыли огонь по 17-му Индианскому, а 29-й Миссисипский попытался перейти мост, но был отбит ротой 72-го полка. Этот бой у моста затянулся на три часа.
Вскоре после полудня на станцию Рингголд прибыл генерал Джон Белл Худ. Генерал Брэгг, раздражённый тем, что Джонсон ещё не перешёл реку, приказал Худу отправиться на передовую и принять командование правым флангом армии. Он прибыл к армии в 15:00, как раз когда теннесийцы штурмовали мост. В это же время кавалерия Дэвидсона перешла реку и вышла к правому флангу Минти. Минти понял, что сделал всё, что мог, поэтому отступил к мельнице Ли-Гордона, где присоединился к бригаде Вуда. Отступление Минти поставило в опасное положение бригаду Уайлдера у Александер-Бридж. Когда противник показался у него в тылу, он тоже отступил к мельнице. Рота 72-го Индианского, забытая у моста, была окружена и уничтожена. Корпус Уокера не стал переходить реку, а отправился севернее, к броду Ламберт-Форд, и там перешёл Чикамогу к утру 19 сентября. Южнее моста, корпус Бакнера захватил брод Тедфордс-Форд в 14:00, и остался стоять у брода, дожидаясь подхода Уокера.
Дивизия Башрода/Худа, заняв мост Бридс-Ридж и перейдя Чикамогу, двинулась на юго-запад по Джей-Милл-Роуд и Александер-Роуд к мельнице Ли-Гордона. Бригада Джона Грегга шла в авангарде. Именно это наступление заставило бригаду Уайлдера отойти от моста Александер-Бридж. Отступив на запад, Уайлдер развернул бригаду поперёк дороги Александер-Бридж-Роуд, между полем Виньярд и домом фермы Тедфорда. Он едва успел занять позицию, как показалась стрелковая цепь бригады Грегга. В это же время появился генерал Вуд, который все ещё не верил донесениям Минти о наступлении южан и хотел убедиться в их присутствии лично. Попав под выстрелы стрелков Грегга, он бросился в тыл на поиски подкреплений. Пока бригады Худа разворачивались из колонны в боевую линию, на помощь Уайлдеру подошли два полка бригады Джорджа Дика, 44-й и 59-й Индианские. Около 21:00 южане начали наступление, но попали под плотный огонь и отошли. Худ решил, что вся федеральная армия стоит сейчас перед ним и на правом фланге, и не решился атаковать в темноте по незнакомой местности. Дивизия встала на ночёвку на этой позиции, а Форрест отвёл кавалерию к мосту Александер-Бридж.
Генерал Роузкранс ещё утром понял, что противник намеревается атаковать его левый фланг, и стал смещать свою армию влево, на север, вдоль дороги Чаттануга-Лафайет. Для этого он решил перевести три дивизии корпуса Томаса на дальний левый фланг армии. Дивизиям Ван Клеве и Палмера (из корпуса Криттендена) было приказано встать левее дивизии Вуда. Одним из недостатков этого плана было то, что Роузкрансу не удалось перекрыть все дороги, ведущие от чикамогских мостов к Чаттануге. Многое пошло не по плану: дивизия Ван Клеве начала выдвижение в 11:45, но дивизию Палмера Криттенден по какой-то причине поставил правее Вуда. Корпус Маккука должен был встать около корпуса Томаса, но из-за путаницы в приказах Маккук оказался гораздо южнее. Корпус Томаса начал марш слишком поздно, когда стало уже темно и холодно. Проводникам пришлось поджигать изгороди, чтобы осветить дорогу. Измотанные бессонной ночью, солдаты шли в темноте, дыму и пыли, и у них ушла целая ночь, чтобы пройти расстояние в 5 миль.
Только на рассвете 19 сентября Томас, шедший с дивизией Бэрда, прибыл к ферме Келли на лафайетской дороге.

## Сражение, 19 сентября

### Бой у Джейс-Милл
Ещё вечером 18 сентября, когда Роузкранс узнал, что Минти не сможет удержать мост Ридс-Бридж, он приказал генералу Стидману (из корпуса Гренджера) отправить к мосту помощь, и Стидман отправил бригады Дана Маккука и Джона Митчелла. Они начали выдвижение в 17:00, но успели увидеть только самый хвост наступающей колонны Худа/Джонсона, и захватили в плен несколько отставших. Из их показаний Маккук сделал вывод, что где-то впереди находится бригада южан. В два часа ночи Маккук послал 69-й Огайский полк к мосту Ридж-Бридж, и полк уничтожил мост, отрезав южанам путь отступления. В 06:00 Маккук был готов атаковать противника, но неожиданно ему передали приказ Роузкранса Гренджеру: «Отвести назад Маккука и Митчелла, если ещё не поздно». Маккук уже был готов выполнить приказ, но в этот момент увидел, как к его позиции приближается авангард корпуса Томаса: дивизия Абсалома Бэрда. Сам Томас ехал во главе колонны. Маккук отправился навстречу и стал уговаривать Томаса отменить приказ главнокомандующего и разрешить ему атаковать. Томас, после некоторых колебаний, отправил бригаду Джона Крокстона, чтобы найти и разбить бригаду южан в лесу.
Пока Маккук отсутствовал, в окрестностях моста (у мельницы Джея) появилась кавалерия Форреста, посланная Брэггом на разведку. Это была бригада Генри Дэвидсона, при которой находился дивизионный командир Джон Пеграм. Дэвидсон остановился на завтрак около мельницы и отправил 6-й Джорджианский кавполк для охранения. Полк столкнулся с передовыми пикетами Маккука и Митчелла и началась перестрелка. Из-за неразберихи вся бригада Маккука начала беспорядочно отступать. В это время отряд 10-го кавалерийского полка южан столкнулся с бригадой Крокстона. Отбросив кавалерию, бригада Крокстона вышла прямо к позициям бригады Дэвидсона, застав её врасплох. Пеграм и Форрест едва сумели навести порядок и построить своих людей в боевую линию. Крокстон в это время уже сообщил о происходящем командованию, и бригада Ван Дервеера выдвигалась по Ридс-Бридж-роуд к правому флангу южан. Форрест понял, что ему нужна поддержка пехоты и отправился на её поиски. Южнее, у дома Александра, он нашёл бригаду Клаудиуса Уилсона из корпуса Уокера, но Уилсон отказался действовать без приказа командования. Пришлось искать Уокера, но и он отказался выделить бригаду Уилсона без санкции Брэгга.
Брэгг в тот день был в хорошем расположении духа; в 07:00 он наблюдал за переправой бригады Читема, и был уверен, что задуманная им атака левого фланга федеральной армии проходит по плану. Внезапные новости о нападении на его собственный фланг остудили его энтузиазм: он сразу же велел перебросить бригаду Уилсона на помощь кавалерии, но перестал думать о собственной атаке и вообще упустил инициативу, беспокоясь только о том, как отразить атаки федералов. Теоретически, если бы он сохранил присутствие духа и продолжил атаку, то дивизии Худа и Бакнера ударили бы в зазор между корпусами Криттендена и Томаса, туда, где стояла только бригада Уайлдера. Отбросив Уайлдера, южане атаковали бы дивизии Рейнольдса и Джонсона на марше.
Когда Форрест вернулся на позицию своих войск, ему на помощь пришла кавалерийская теннесийская бригада Джорджа Дибрелла. Около 09:00 она встала правее бригады Дэвидсона, откуда Дибрелл решил обойти левый фланг бригады Крокстона. Но, начав обход, теннесийцы столкнулись с бригадой Ван Дервеера. После небольшой перестрелки в 09:30 Дибрелл отступил. Услышав эту стрельбу, дивизионный генерал Бреннан отправил на помощь Ван Дервееру два полка бригады Джона Конелла (который замещал отправленного под арест Мозеса Уокера).  Между тем Крокстон продолжал вести бой с кавалеристами Дэвидсона, которые потеряли уже треть своих людей. Батарея Хавальда, которая удерживала центр, потеряла всех лошадей и почти растратила боеприпасы. Форрест находился на позиции, повторяя «Держитесь, ребята, пехота уже близко» и требуя удерживать позицию около батареи любой ценой. По словам Питера Коззенса, немногие генералы способны, подобно Форресту, морально поддерживать пехоту в первой линии, и в то же время понимать стратегическую ситуацию в целом.
В 09:00 бригада Уилсона перешла Бротертонскую дорогу и открыла огонь по правому флангу бригады Крокстона, по 74-му Индианскому полку полковника Чапмана. Полк стал отходить, но Крокстон отправил ему на помощь 10-й Кентуккийский полк и постепенно развернул всю свою линию фронтом на юг, навстречу Уилсону. Но его бригада была уже утомлена двухчасовым боем и стала постепенно отходить. Томас узнал об этом, когда завтракал у дома фермы Келли; он лично отправился на место боя, изучил ситуацию и велел Абсалому Бэрду сменить бригаду Крокстона, а также попытаться нанести удар во фланг бригаде Уилсона. Чтобы южане не смогли перебросить подкрепления, он попросил генерала Рейнольдса провести атаку позиций противника на его фронте. Между тем в 09:30 на помощь Форресту пришла техасская бригада Мэтью Эктора, и Форрест послал её на правый фланг на помощь Дибреллу. Техасцы сразу начали нести потери от огня бригады Ван Дервеера, и у них не было артиллерии, а пехоту Ван Дервеера поддерживала батарея, поэтому в 10:30 Эктор был вынужден отступить. В это время генерал Брэннан привёл на помощь два полка бригады Конелла, некоторое время размышлял, куда их направить, и в итоге передал по одному полку Крокстону и Ван Дервееру. Эта помощь не помогла Крокстону, который уже отступал, оставив на поле боя убитого полковника Кэролла, который стал первым офицером, погибшим в этом сражении. Однако, вскоре на поле боя прибыла бригада регулярной армии генерала Джона Кинга. Одновременно подошла бригада Бенжамина Скрайбнера и стала наступать правее Кинга. Южане бригады Уилсона уже потеряли почти половину своего состава, и Уилсон приказал отходить. Теперь в наступление шла вся дивизия Бэрда (Кинг, Скрайбнер и Старкуитер), и Уилсон мог бы быть уничтожен, но дивизия Бэрда наступала не очень слаженно, и это спасло Уилсона.

### Атака дивизии Лиддела
К 10:00 Роузкранс начал подозревать, что сражение всё же будет происходить на фронте корпуса Томаса. Он отправил ему на помощь дивизию Ричарда Джонсона, и сам стал искать место для штаба поближе к месту боёв.  В итоге он выбрал дом вдовы Гленн, и к полудню была налажена телеграфная связь с Вашингтоном. Брэгг в это время тоже перебрасывал подкрепления на свой правый фланг: он велел Уокеру перевести туда дивизию Джона Лидделла, а в 11:00 передвинул ближе к Уокеру дивизию Читема. Лидделл построил свои две бригады (Гована и Уолтолла) фронтом на север и начал наступление через лес. Около 11:00 дивизия прошла мимо дома Уинфрея, в 11:30 бригада Гована перешла Бротертонскую дорогу, а бригада Уолтолла в это же время вступила на поле Уинфри, на северном краю которого стояла бригада Скрайбнера. Эта бригада недавно заставила отступить Уилсона, и пребывала в эйфории, когда вдруг пришло сообщение, что противник вышел в их тыл и захватил полевой госпиталь. Скрайбнер начал в спешке разворачивать полки вправо, но не успел.
38-й Индианский и 10-й Висконсинский полки успели развернуться, но 5/13 Арканзасский полк бригады Гована вышел на них из густого подлеска на расстоянии всего 50-ти метров и обратили их в бегство, а 8-й Арканзасский и 1-й Луизианский штыковой атакой взяли батарею Ван Пельта. Миссисипцы Уолтолла в это время атаковали 33-й Огайский и 2-й Огайский, и те сразу стали отступать, потеряв 400 человек пленными. 24 года спустя Скрайбнер вспоминал, что происходящее напоминало ему ураган, сметающий всё на своём пути. Опрокинув Скрайбнера, арканзасцы вышли к позициям бригады Старкуитера, которая стояла не небольшом холме фронтом на восток. Атакованная с правого фланга, бригада Старкуитера сразу стала в беспорядке отступать, бросив орудия 4-й Индианский батареи. В это время миссисипцы Уолтола, наступая правее, вышли к позициям бригады Кинга, где в этот момент находился дивизионный генерал Бэрд. Кинг успел развернуть им навстречу Батарею «Н» и 1-й батальон 16-го пехотного полка, но батарея была сразу же захвачена, а батальон окружён и почти уничтожен: из 258-ми регуляров уцелело только 62.  Батальон 18-го пехотного попал под атаку следующим и тоже был разбит почти сразу. Очевидцы вспоминали, что панике поддались даже офицеры.
Разбитые полки бежали на север, через позиции бригады Ван Дервеера, которая не поддалась панике, спокойно дождалась появления миссисипцев, подпустила их поближе и дала залп с дистанции в 40 метров, а 10 орудий открыли огонь картечью. Бригада Уолтолла остановилась, а  затем отступила. В это время около Ван Дервеера появился 9-й Огайский полк, состоящий в основном из немцев, под командованием полковника Густава Каммерлинга. Увидев отступление миссисипцев, Каммерлинг без приказа повёл свой полк (502 человека) в атаку; они вышли к правому флангу миссисипцев, атаковали 27-й и 24-й Миссисипские полки, и те отступили, оставив орудия ранее захваченной батареи «Н».  Каммерлинг захватил батарею, но в этот момент ему приказали немедленно возвращаться. Он не хотел оставлять орудия, но приказ был категорическим, и он подчинился.
В этот самый момент Ван Дервеер был атакован с севера небольшим отрядом кавалеристов Дибрелла, но успел развернуть пехоту фронтом на север и отбить и эту, уже четвёртую атаку своей позиции. В это время бригада Крокстона привела себя в порядок и вернулась на поле боя, где встретилась с арканзасской бригадой Гована. Крокстон атаковал фланг Гована и тот отступил, бросив орудия батареи Ван Пельта. Генерал Лидделл увидел, что помимо Крокстона к его позиции приближаются федеральные дивизии Джонсона и Палмера, и велел отходить. Роузкрансу, таким образом, удалось первому перебросить подкрепления на свой правый фланг и удержать лафайетскую дорогу.

### Атака дивизии Читема
Атака Лиддела заставила генерала Томаса задуматься о безопасности своего правого фланга, где 2 мили отделяли его от фланга корпуса Криттендена. Когда к нему пришла дивизия Ричарда Джонсона, он велел ей развернуться в линию у поля фермы Келли и наступать на восток. Джонсон поставил бригаду Филемона Болдуина на левом фланге, бригаду Августа Виллиха на правом, а бригаду Джозефа Доджа в резерве. Вскоре подошла дивизия Палмера и встала правее Джонсона, построившись в три линии: первой бригада Уильяма Хэйзена, затем бригада Чарльза Крафта, и последней бригада Уильяма Гроса. В это время на стороне южан генерал Лидделл тоже получил подкрепления в виде дивизии Читема. Первой, примерно в полдень, на поле боя пришла бригада Джона Джексона. Бригада Престона Смита пришла следом и встала левее Джексона. Левее Смита встала бригада Маркуса Райта. В 12:30 генерал Читем приказал этим бригадам наступать, оставив бригады Мэни и Стрэла в резерве. Дивизия Читема заняла фронт длиной в милю, примерно на ширину фронта дивизий Джонсона и Палмера.
Бой начался почти сразу: федеральная бригада Крокстона наступала на позиции дивизии Лидделла и столкнулась с бригадой Джексона. Уставшие люди Крокстона не продержались долго и через полчаса перестрелки стали отходить. Джексон начал их преследовать, но остановился, увидев идущую ему навстречу бригаду Виллиха. Правее Виллиха наступала бригада Хэйзена, которая вышла к полю фермы Брока и встретила там бригаду Престона Смита. Бригада Крафта шла за бригадой Смита, а когда бригада Хэйзена вступила в бой, бригада Крафта сместилась к её правому флангу и тоже вступила в перестрелку с южанами Смита. Бригада Гроса встала ещё правее, между людьми Крафта и домом Бротертона. Здесь к позициям Гроса вышла бригада Райта, который по какой-то причине решил, что слева от него идёт бригада Мэни, а впереди находится дивизия Лидделла. Столкновение с бригадой Гроса стало для Райта полной неожиданностью. В итоге вся дивизия Читема втянулась в бой, не имея возможности обойти противника с фланга, сражаясь в густом лесу, где невозможно было управлять полками. По этой причине и Читем, и Джонстон, и Палмер никак не влияли на ход боёв на своём участке.
Бой разворачивался неудачно для южан: бригады Джексона и Смита слишком быстро израсходовали боеприпасы и к 14:00 запросили помощи. Читем отправил им на смену бригады Мэни и Строла, но не дал им подробных инструкций, и обе бригады с трудом прошли через ряды бригад Джексона и Смита, не представляя, куда им надо идти и что их ждёт. Строл думал, что Мэни идёт у него на правом фланге, но Мэни оказался в другом месте. Понеся большие потери на поле Брока, Строл приказал отступать. Он занял позицию на краю поля, где стал отстреливаться от бригад Крафта, Хэйзена и Турчина. Бригада Мэни оказалась в ещё более трудном положении, северяне Виллиха атаковали её с фронта, фланга и тыла. Бригада стала отходить, но в это время Форрест успел установить на Александ-Роуд батарею Хиггинса, которая сделала несколько залпов по наступающим северянам и тем дала Мэни время привести в порядок бригаду. Но противника было слишком много, и вскоре бригада Виллиха оттеснила Мэни и захватила брошенные ранее орудия Ван Пельта. Хиггинс успел спасти два свои орудия, но потерял остальные два. К 15:30 бой постепенно утих.

### Атака Стюарта
В тот момент, когда дивизия Читема вступала в бой, генерал Александр Стюарт получил из штаба приказ «идти туда, где идёт бой». Не желая подчиняться такому невнятному приказу, Стюарт отправился в тыл, где нашёл Брэгга, который сказал только то, что корпус Уокера попал в трудное положение, и что Стюарт должен действовать по обстоятельствам и получить дополнительные инструкции у генерала Полка. В 14:00 Стюарт привёл свои три бригады к полю Брока и попытался найти Полка, но не смог. Решив не терять времени, он приказал бригаде Генри Клейтона наступать через поле на север и действовать по обстоятельствам. Но Клейтон узнал, что противник находится слева и сам развернул бригаду фронтом на запад. И он сразу же столкнулся с дивизией Ван Клеве, которая наступала, преследуя бригаду Райта. В 14:30 Клейтон был вынужден остановиться. Его три алабамских полка около часа сдерживали восемь полков противника. Стюарт между тем узнал от Райта о его сложном положении и отправил бригаду Джона Брауна на усиление Клейтона. Прибытие Стюарта спасло бригаду Райта и тем самым весь левый фланг дивизии Читема.
К 15:00 у бригады Клейтона начали заканчиваться боеприпасы, и она стала отходить. Стюарт послал в бой теннесийскую бригаду Джона Брауна, которая прошла сквозь ряды бригады Клейтона, атаковала федеральные бригады Битти и Дика, и отбросила их за Лафайетскую дорогу, но при этом в ходе атаки теннесийцы сами потеряли порядок. Им не помогала своя артиллерия, а федеральные орудия вели плотный огонь. Браун попал в трудное положение, но в это время южане прорвались на правом фланге дивизии Ван Клеве, и вся его дивизия (бригады Дика и Битти) стали отходить. Генерал Палмер нашёл 75-й Индианский полк и бросил его в контратаку: индианцы открыли огонь по флангу бригады Брауна. Это был первый бой 75-го индианского, но он остановил Брауна. Но в это время правее Брауна случайно появилась алабамская бригада Джеймса Шеффилда из дивизии Лоу, которая заблудилась в лесу и вышла прямо к линии бригады Крафта. Алабамцы атаковали и опрокинули бригаду Крафта, но неподалёку оказались два полка бригады Турчина, которые присоединились к полкам Крафта, помогли им остановиться, и перейти в наступление на алабамцев. Те наступали с открытыми флангами, поэтому стали отходить. Полковник Шеффилд был ранен, командование принял Уильям Перри, но и он сразу получил ранение, поэтому бригаду возглавил Уильям Оатс, хотя бригаду перестала существовать как самостоятельное подразделение. Её остатки присоединились к бригаде Бейта.
Тогда, вскоре после 15:30, Стюарт послал в бой свою последнюю бригаду – Уильяма Бейта. Бейт атаковал угол, образованный позицией бригады Гроса и 75-м Индианским. Один его полк атаковал индианцев, а остальная бригада – Гроса. Основной удар пришёлся на 24-й Огайский, который продержался полчаса, израсходовал патроны, и стал отходить. Постепенно вся бригада Гроса была выбита с холма, который она занимала, в низину за холмом. Это открыло фланг 75-го, который стал отходить, сохраняя сначала порядок, но вскоре превратившись в неуправляемую толпу. Чтобы его третья атака не захлебнулась, Стюарт повторно послал в бой бригаду Клейтона. Именно в этот момент у южан были все шансы разрезать позицию противника надвое. Они уже приближались к штабу Роузкранса, и федеральные офицеры не могли остановить свои бегущие полки. Боеспособность сохраняла бригада Хэйзена, которая развернулась вдоль лафайетской дороги под прикрытием батареи Кашинга и открыла огонь по флангу бригады Бейта. Но вскоре и эта бригада стала отходить. Клейтон и Бейт прорвали центр, но без подкреплений не могли удержать позицию. Стюарт ничем не мог помочь им: бригада Брауна ещё не получила патроны. Стюарту было нечего бросить в прорыв. В 17:00 Бейт вышел на край поля фермы По, где попал под огонь федеральных орудий (в частности, гаубиц батареи Кашинга) и отступил под прикрытие леса. В 17:30 стало темнеть. На поле боя стала прибывать федеральная дивизия Негли. Клейтон не стал дожидаться атаки, а не спеша отвёл свою бригады на восток за лафайетскую дорогу. К закату Негли развернул всю свою дивизию вдоль дороги.

### Наступление дивизии Дэвиса
Дивизия бригадного генерала Джефферсона Дэвиса (бригады Поста, Карлина и Хега) подошла к штабу Роузкранса в полдень, простояла там примерно час, после чего Роузкранс приказал ей идти к месту наиболее ожесточённых боёв и начать наступление, стараясь обойти левый фланг противника. Дэвис слышал перестрелку Битти и Райта и решил выйти к правому флангу дивизии Ван Клеве, но уклонился слишком далеко вправо. Он перешёл Лафайетскую дорогу и вступил в лес севернее поля Виньярда. Наступая без стрелковой цепи он наткнулся на левый фланг теннесийской бригады генерала Джона Грегга. Бригада Хега вступила в бой без поддержки артиллерии и стала нести потери. В этот момент Худ получил приказ начать наступление, чтобы помочь дивизии Читема и по возможности обойти правый фланг федералов. Грегг двинул свою бригаду вперёд и Хег начал отступать. Но Грегг не смог наступать всеми своими полками, поэтому Хег, почувствовав неуверенность противника, прекратил отход и снова начал наступать. Бригада Карлина присоединилась к его правому флангу, а бригада Уайлдера получила приказ прикрыть левый фланг Хега. В 14:00 Карлин развернул бригаду на поле Виньярда под прикрытием 2-й Миннесотской батареи. В 14:30 он начал наступать.
Через несколько минут Худ приказал дивизии Эвандера Лоу наступать на северо-восток. Техасская бригада Жерома Робертсона начала наступление и обнаружила бригаду Карлина у себя с левого фланга. Робертсон развернул бригаду фронтом на запад. Это наступление помогло Греггу и заставило федералов Хега остановиться. Но Робертсон сразу утратил возможность управлять своими полками: два из них уклонились вправо, в лес, а два оказались на поле Виньярда. Худ запросил помощи, и на его фланг, левее Робертсона, перебросили бригаду Роберта Тригга. В этот момент наступление Худа шло успешно: 4-й и 5-й техасские полки теснили бригаду Хега, а 1-й Техасский и 3-й Арканзасский теснили бригаду Карлина. Они чуть не захватили 2-ю Миннесотскую батарею, и только контратака двух федеральных полков помогла ей продержаться. Тригг только выходил к полю Виньярда, когда навстречу ему выдвинулась бригада Барнса из дивизии Ван Клеве. Наступая, Барнс перекрыл зону стрельбы бригаде Карлина, а сам оказался атакован Триггом с правого фланга. Вся позиция дивизии Дэвиса была под угрозой разгрома. Остатки бригады Хега отступили к деревянному зданию школы и некоторые рядовые заняли оборону внутри самого здания. Барнс и Карлин отходили. 
В 15:30 на поле Виньярда подошёл генерал Томас Вуд, которому было приказано поставить свою дивизию справа от дивизии Ван Клеве, но он не мог понять, где именно стоит Ван Клеве.  Здесь его нашёл Дэвис; он сказал, что бригады Хэга и Карлина попали в трудное положение. Вуд развернул бригаду Чарльза Харкера вдоль лафайетской дороги, откуда она успела атаковать и отбросить  наступающую бригаду Макнейра. Меду тем южнее у дороги строилась вторая бригада дивизии Вуда,  которой командовал Джордж Бьюэлл. 6 орудий батареи Джорджа Эстепа встали позади на возвышении. Бьюэлл не успел построить свою бригаду, когда федеральные полки впереди и справа от него обратились в бегство, прямо через ряды его бригады. За ними из леса вышла бригада Робертсона, и 5-й техасский открыл огонь по полкам Бьюэлла с фронта. Бригада Бьюэлла была отброшена за дорогу, но она всё же остановила наступление Робертсона и Тригга. Атака южан не удалась отчасти потому, что оба генерала действовали несогласованно.
Наступление техасской бригады осложнялось только открытостью их правого фланга, но в 16:00 Худ выдвинул бригаду Генри Беннинга, которая прикрыла правый фланг Робертсона. Постепенно федеральные полки были отброшены за Лафайетскую дорогу, и потеряли при этом батарею Эстепа. Позицию вдоль дороги удерживала бригада Уайлдера, вставшая за баррикадой, бригада Бьюэлла и несколько батарей. Бригады Хега и Карлина были почти уничтожены, Хег получил тяжёлое ранение и был доставлен в тыл, где впоследствии умер. Бригада Беннинга прорвалась к лафайетской дороге, но попала под огонь Спенсеров бригады Уайлдера и остановилась. Беннинг отчего-то решил, что вскоре подойдут подкрепления, и тогда можно будет возобновить атаку.
В 14:42 Гарфилд сообщил генералу Маккуку, что бой сместился на правый фланг, и туда надо перевести две бригады из дивизии Шеридана. В 15:40 Маккук узнал, что дивизия Дэвиса едва держится. В 16:00 Шеридан выступил на север с бригадами Брэдли и Лэйболдта. Иллинойсская бригада Лютера Брэдли вышла к полю Виньярда в 17:00; Шеридан велел ему атаковать Беннинга и Робертсона. Иллинойсцы сразу попали под огонь с двух сторон, и первыми же залпами был ранен сам Брэдли. Командование принял полковник Уолворт. Понеся большие потери, бригада начала отходить. Сам Шеридан выехал к первой линии со своим штабом, но отход бригады заставил его развернуться и отойти, что вызвало насмешки рядовых бригады Уайлдера. Наступала темнота, и Уолворт отвёл бригаду в лес к западу от Лафайетской дороги. Робертсон тоже отошёл. Бой постепенно затих. На поле бой пришла бригада Лэйболдта и встала справа от бригада Брэдли/Уолворта, и Шеридан предложил Криттендену атаковать общими силами, несмотря на темноту, чтобы как-то переломить ход сражения, но части Криттендена были слишком измотаны боем и он отказался.

### Первая атака Клейберна
Дивизия Патрика Клейберна (бригады Люциуса Полка, Стерлинга Вуда и Джеймса Дешлера) перешли брод Тедфордс-Форд в 16:00, и её появление могло изменить ход сражения: Худ только что отбросил северян за лафайетскую дорогу, у него в резерве оставались два бригады и вся дивизия Хайндмана, и все они вместе могли бы легко разгромить федералов на поле Виньярда. Но Брэгг не желал менять планы и всё ещё надеялся разбить левый фланг противника, поэтому приказал Клейберну идти на помощь Полку на крайний правый фланг армии. В 17:30 Клейберн прибыл на место. Ему не понравилось предложение наступать в вечернее время, но Лидделл утверждал, что атака необходима, а затем пришёл и прямой приказ Полка. Наступление Клейберна было плохо подготовлено и по сути не нужно: Томас уже осознал опасность своего положения и приказал дивизиям Джонсона и Бэйрда отойти. Этот приказ они выполнить не успели.
Клейберн поставил бригаду Люциуса Полка справа, Вуда в центре и Дэшлера слева, и велел наступать, равняясь на центр, на бригаду Вуда. В 18:00 дивизия двинулась вперёд через позицию бригады Лидделла. Вуд атаковал первым: его бригада шла через поле Уинфри, где попала под огонь бригады Болдуина. Уже темнело, и огонь приходилось вести по вспышкам выстрелов противника. Две батареи южан вышли на позицию и открыли огонь по северянам с расстояния в 60 метров: это был единственный за весь день случай эффективной поддержки пехоты артиллерией. Сам Болдуин был убит наповал в перестрелке. Несмотря на тяжёлые потери с обеих сторон, Вуду удалось оттеснить противника всего на 300 метров.
Когда бригада Болдуина попала под огонь, на помощь ей слева была выдвинута бригада Старкуитера, но её путь наступления оказался перекрыт левым флангом Болдуина, поэтому бригаде приказали сместиться левее. В том направлении двигалась бригада Скрайбнера, которая приняла людей Старкуитера за южан и открыла по ним огонь. В это же время подошла бригада Полка, и открыла огонь по обеим бригадам, сразу же обратив их в бегство. Люциус Полк потерял всего 60 человек, в основном ранеными, при этом захватил в плен 50 человек и 3 орудия батареи Ван Пельта. Это был единственный успех той атаки. Дешлер на своём фланге даже не смог найти в темноте противника. Он оказался перед бригадой Смита (дивизии Читема), затем сместился влево, из-за чего Смит принял 77-й Пенсильванский полк бригады Доджа за своих, и был застрелен федеральным сержантом. Полковник Воун из бригады Смита совершил ту же ошибку, обратившись к 77-му с вопросом, почему они не наступают. Обнаружив ошибку, ему удалось взять в плен несколько пенсильванцев и знамя полка. Позже 77-й получил залп от бригады Дешлера и отступил.
Потери первого дня трудно подсчитать, поскольку в рапортах упоминаются только финальные потери. Историк Питер Коззенс пишет, что «где-то между 6000 и 9000 потеряли конфедераты и около 7000 — федералы».

## Планы на второй день
Многие федеральные генералы остались недовольны ходом сражения. Они видели, что армия сражалась без плана, почти без вмешательства главнокомандующего, так что все дивизионные командиры действовали сами по себе, и многие важные решения были приняты без санкции штаба армии. Это произошло во многом потому, что Роузкранс плохо переносил стрессы; он всегда в таких случаях нервничал, много курил и переутомлялся, а в этот день ещё и был голоден. Ему пришлось сражаться на незнакомой, лесистой местности. Он совсем утратил свою агрессивность, действовал пассивно и часто обращался за советами к нижестоящим офицерам. Он полностью упустил инициативу и теперь думал только об обороне. Он знал, что корпус Лонгстрита уже прибыл на поле боя, и был уверен, что часть армии Джонстона, или даже вся армия, тоже находится здесь, и сильно переоценивал численность противника. Он полагал, что у Брэгга уже 90 000 человек, хотя в реальности их было бы не более 72 000 даже без учёта потерь 19 сентября, а за весь первый день Теннессийская армия потеряла от 6000 до 9000 человек.
В 20:00 Роузкранс созвал дивизионных генералов в штаб; пришли 12 из 19-ти. Томас сразу рассказал о сложном положении своего левого фланга, запросил подкреплений, и сразу же заснул. Совещание закончилось в 22:00 (видимо, так и не решив, чем усиливать фланг Томаса), и Гарфилд сел писать приказы на 20 сентября. Роузкранс был намерен любой ценой удерживать лафайетскую дорогу. Корпус Томаса оставался на своей позиции, выгнутый дугой фронтом на восток, от дома Макдональда до дома По. Ему было велено снять с передовой позиции дивизию Бреннана и отправить её в резерв. Дивизии Ван Клеве и Вуда было решено тоже отправить в резерв за правым флангом Томаса. Предчувствуя поражение, Роузкранс велел Томасу удерживать левый фланг любой ценой, и быть готовым отступать к Россвилу и Чаттануге. Гарфилд при всех зачитал приказы, и около полуночи генералы разошлись. Роузкранс несколько часов расхаживал возле штаба, пил холодный чай и ел крекеры.
Томас вернулся в свой штаб в 2 часа ночи, где узнал, что его фланг не удаётся растянуть до дома Макдональда. Более того, крайней на фланге стояла ненадёжная бригада Кинга. Томас снова запросил у Роузкранса подкреплений, и главнокомандующий обещал прислать дивизию Негли. Той же ночью Томас приказал своим людям строить укрепления, и к утру они успели возвести небольшой бруствер высотой не более метра. Положение левого фланга беспокоило и Шеридана, который понимал, что армию надо перемещать влево, но непонятно, каким именно способом. Позже он писал, что это был бы опасный манёвр, но иного выбора не оставалось.
В тот день (19 сентября) генерал Джеймс Лонгстрит прибыл на станцию Рингголд в 14:00, два часа ждал прибытия лошадей и только в 16:00 поехал верхом на поиски Брэгга. Тот в это время (с 21:00) собрал военный совет. Он объявил, что армия будет реорганизована в два крыла: Левое крыло (дивизии Читема, Клейберна, Брэкинриджа и корпус Уокера) возглавит генерал-лейтенант Полк, а Правое крыло (корпуса Бакнера и Худа, дивизии Хиндмана и Джонсона) возглавит генерал-лейтенант Лонгстрит. По плану Брэгга, первым должен был пойти в атаку правый фланг, а затем по очереди каждая бригада с права на лево. Генерал Полк заметил, что противник усилил свой левый фланг, и, кроме того, если этот фланг атаковать, то федеральный корпус Гренджера может выйти в тыл войскам Полка, поэтому ему нужны подкрепления. Но Брэгг проигнорировал это возражение. Он отправился спать, не уведомив генерала Хилла, что тот теперь подчиняется Полку, и не послав никого чтобы наблюдать за подготовкой Полка к наступлению. Лонгстрит прибыл в штаб в 23:00, разбудил Брэгга и они говорили около часа.
В 23:30 Полк составил письменные приказы относительно утренней атаки. Он приказывал корпусу Хилла на правом фланге атаковать на рассвете, одновременно должен был начать атаку генерал Читем слева от Хилла. Корпус Уокера оставался в резерве. Копия приказал была отправлена Хиллу, но вестовой не нашёл его. Хилл сам в то утро искал штаб Полка, но не нашёл никого, кто бы проводил его до штаба.

## 20 сентября
Генерал Полк проснулся на рассвете, около 06:00, ожидая услышать звуки наступления корпуса Хилла, но ничего не услышал. Он вызвал вестового, которого ночью отправил с приказами, и только теперь узнал, что Хилл не получил приказ, и не нашёл проводника к штабу. Тогда Полк составил приказы напрямую для дивизионных командиров корпуса Хилла, Брэкинриджа и Клейберна, и отправил с ними капитана Уэлесса, поручив ему также предупредить генерала Читема, что наступление скоро начнётся. Когда Уэллес отбыл, Полк на всякий случай составил копии приказов для Читема, Брэкинриджа и Клейберна и сел завтракать. За завтраком его застал майор Поллок Ли, которого Брэгг отправил выяснить, почему атака не начинается. Удивлённый поведением Полка, Ли сообщил Брэггу, что застал Полка за чтением газеты в ожидании завтрака. Взбешенный Брэгг лично отправился на поиски Полка. В это время, вскоре после 06:00, Уэллес встретил Хилла, Брэкинриджа и Клейберна у лагерного костра. Хилл протянул руку за приказами, но Уэллес ответил, что они предназначены только для Брэкинриджа и Клейберна. Он пояснил, что это потому, что Полк разыскивает Хилла уже с полуночи. 
Клейберн передал приказы Хиллу и сказал, что сейчас как раз готовят еду, и армии потребуется ещё час, чтобы подготовиться к наступлению. Хилл согласился. Он не осознал срочности в приказах Полка, которые гласили, что наступление надо начать по мере готовности. Хилл неторопливо (что возмутило Уэллеса) написал ответ Полку. Он написал, что его дивизиям потребуется ещё час или больше, и что Полку неплохо бы проинспектировать весь фронт перед началом наступления, и что противник всю ночь строил укрепления, и теперь его позиция может быть слишком сильна. Уэллес отбыл и в 06:45 передал этот ответ Полку, прибавив от себя, что если он лично не встретится с Хиллом, то наступление явно задержится ещё часа на три. Он сказал, что Хилл относится к приказу с безразличием и явно не понимает его срочности.  Полк отправился на встречу с Хиллом, а через несколько минут в его штаб явился сам Брэгг. Узнав о причинах задержки, Брэгг отправился вслед за Полком.
Полк встретил Хилла в 07:15, но существуют различные версии их разговора. Брэгг появился в лагере Хилла в 08:00, и сразу спросил почему Хилл не начал атаку на рассвете. Хилл ответил, что впервые слышит про необходимость такой атаки. Брэгг разразился проклятьями в адрес Полка, а Хиллу велел атаковать как можно быстрее. Хилл начал готовиться к атаке, проверил положение дивизий и выяснил, что фронт дивизии Читема отчасти перекрыт фронтом дивизии Стюарта. Он доложил об этом Брэггу, и одновременно велел кавалерии Форреста прикрыть правый фланг дивизии Брэкинриджа (о чём Полк тоже не позаботился). Историк Питер Коззенс писал, что это было самое неудачное утро в истории генералитета Теннессийской армии. Трудно с точностью сказать, чья вина больше, поскольку все участники изображали события с выгодной для себя стороны. Брэгг виноват в том, что не проконтролировал действия Полка, а Полк, вероятно, не верил в разработанный Брэггом план наступления, и не прилагал стараний к его выполнению. В свою очередь и генерал Хилл, попавший в подчинение Полку, действовал вяло и без энтузиазма.  

### Атака Брекинриджа
В 09:00 дивизия Брекинриджа (бригады Хельма, Стовалла и Адамса) были построены, и в 09:30 был отдан приказ наступать. Бригада Хельма перешла дорогу Александр-Роуд и вышла к федеральной линии, позициям бригад Скрайбнера и Кинга, которые уже успели возвести укрепления из камней и брёвен. Бригада Хельма пошла в атаку, но случайно разделилась, так, что два полка (600 человек) атаковали укрепления, а два уклонились вправо.  Левый фланг Хельма был открыт, и Хельм попал под плотный ружейный и артиллерийский огонь с трёх сторон. Бой длился около часа, Хельм дважды отступал и дважды возобновлял атаку. Во время третьей атаки он получил ранение и умер почти сразу. Брекинридж приказал полковнику Джозефу Льюису возглавить бригаду и присоединиться с уцелевшими полками к наступлению Стовалла и Адамса.
Федеральная бригада Джона Бетти в этот момент выходила на левый фланг армии, дошла до поля фермы Макдональда, и здесь столкнулась с полками Брекинриджа. Два полка Льюиса атаковали их правый фланг, а бригады Стовалла и Адамса – левый. Бригада стала отступать почти сразу, оказав такое слабое сопротивление, что южане приняли её за стрелковую цепь. Южане вышли на Лафайетскую дорогу. Брекинридж понял, что обошёл фланг противника, поэтому приказал развернуться фронтом на юг и атаковать вдоль дороги. Стовалл построил бригаду с восточной стороны дороги, а Адамс с западной. Луизианская батарея Слокомба встала на небольшой высоте на поле Макдональда, чтобы поддержать наступление огнём.  В 10:30 был отдан приказ наступать. Узнав о событиях на фланге, Роузкранс решил удерживать фланг (и дорогу на Чаттанугу) любой ценой. В 10:10 он приказал Маккуку перебросить как можно больше сил с правого фланга на левый, и удерживать фланг даже если придётся отступать на правом. Генерал Томас, не зная о планах Роузкранса, и видя бегство бригады Бетти, стал сам искать помощи. Он велел бригаде Гроса идти на помощь дивизии Бэрда. Он также запросил дивизию Бреннана. Томас был уверен, что эта дивизия является его мобильным резервом и стоит где-то в тылу; он не знал, что она с утра занимает участок фронта. Бреннан был удивлён этим приказом. Он встретил генерала Рейнольдса, на фронте которого уже началась атака южан (Клейберна) и сказал, что получил приказ уйти. Рейнольдс ответил, что это невозможно. Бреннан согласился, но спросил, кто будет отвечать за невыполнение приказа. Рейнольдс, как старший по званию, принял на себя ответственность и велел доложить Томасу, что его приказ не может быть выполнен. Бреннан решил отправить Томасу хотя бы бригаду Ван Дервеера, и она ушла в 10:30.  На помощь флангу подошла и бригада полковника Тимоти Стенли из дивизии Негли. Так как сам Негли отсутствовал, Бетти принял командование обеими бригадами.
Бригада Адамса наступала, воодушевлённая успехом, и теряя порядок по ходу движения, когда встретилась с полками бригады Стенли, которые залегли в высокой траве. Северяне подпустили противника поближе, потом встали и дали залп, который отбросил бригаду Адамса. Сам генерал получил тяжёлое ранение и впоследствии попал в плен. Бригада Стовалла (на тот момент всего 897 человек) вышла к части укреплений федералов, где стояла регулярная бригада Кинга. Регуляры, сильно пострадавшие в боях 19 сентября, почти сразу отошли. 60-й Северокаролинский полк атаковал бригаду Доджа, и та была отброшена почти сразу. 47-й Джорджианский полк первым вышел на поле Келли около 11:00, но попал под артиллерийский залп картечью. Джорджианцы бросились в атаку, но по ним дали второй залп, который остановил их всего в 50 метрах от орудий. Полк отступил к лесу. Федеральная бригада Гроса в это время вышла на поле, но оказалась под огнём со стороны леса, и собственная батарея по ошибке дала залп по ним с тыла. Грос повёл бригаду в атаку, но бригада под огнём противника «рассыпалась, как горсть песка». Но на поле уже пришла бригада Ван Дервеера и ещё несколько полков из различных бригад. Около 11:15 Стовалл начал отступать. Бригада Адамса (теперь под командованием полковника Гибсона) осталась одна, и тоже начала отходить к позиции луизианской батареи Слокомба. Дивизия Брекинриджа была близка к победе, но отступила, потеряв треть своего состава и двух бригадных командиров.

### Вторая атака Клейберна
Дивизия Клейберна (бригады Полка, Вуда и Дешлера) начала наступление с небольшим запозданием, потому что Клейберн только в 10:00 получил приказ о наступлении. И с самого начала у его дивизии начались проблемы. Бригада Люциуса Полка сразу стала уклоняться влево, заставляя смещаться влево бригаду Вуда, а затем стала смещаться вправо, чтобы состыковаться правым флангом с бригадой Хельма. В итоге между бригадами Полка и Вуда образовался разрыв. Полк первым вышел к федеральным укреплениям, за которыми стояли бригады  Берри, Крафта и Хэйзена. Северяне, почти невидимые за кустами и укреплениями, открыли по противнику огонь с расстояния 125 метров, и нанесли бригаде Полка ужасающий урон. Почти 4000 винтовок вели огонь по бригаде Полка (1100 человек), четыре батареи поддерживали их огнём. «Это было даже слишком легко», писал Питер Коззенс. Полк потерял 350 человек в первой же атаке, при том что бригада Крафта вообще не понесла потерь, а Хейзен потерял 13 человек ранеными. Бригада Полка залегла и началась перестрелка, которая тянулась три часа.
У Вуда дела тоже шли плохо: правый 32/45-й Миссисипский полк Марка Лоури вышел к южному фасу позиций Томаса, где держала оборону бригада Турчина. Полк потерял четверть своего состава, прежде чем понял, что происходит, и отступил. 45-й Алабамский наступал левее, но так и не открыл огонь, поскольку не смог разглядеть позиций противника вдоль лафайетской дороги. Крайние левые 16-й и 33-й Алабамские приблизились к позиция противника, но Вуд понял бессмысленность атаки в ситуации, когда дивизия Стюарта не прикрывает левый фланг, а Стюарт, согласно плану, должен был наступать только после Вуда. Потребовалось некоторое время, прежде чем Стюарт согласился присоединиться к атаке и двинул вперёд бригады Бэйта и Клейтона. 16-й и 33-й снова пошли атаку, и почти прорвались к укреплениям противника, но под конец не выдержали огня и стали отходить. К 11:30 бой закончился. 16-й Алабамский потерял 160 человек в этом бою и ещё 119 человек днём ранее. 33-м Алабамский потерял 149 человек. Северяне, которые вели огонь из-за укреплений, понесли незначительные потери: вся дивизия Рейнольдса потеряла около двух десятков человек. Бригада Дешлера так и не вступила в бой, поскольку на её пути оказалась дивизия Стюарта, а после боя Клейберн отвёл бригаду Вуда в тыл, а бригаду Дешлера поставил на её место. Дешлеру надо было прикрыть отход дивизии на первоначальные позиции, но в этот момент он был убит осколком снаряда.

### Атака дивизии Уокера
Наступление корпуса Хилла провалилось, поскольку дивизии Брэкинриджа и Клейберна наступали одной линией, без резервов, и сам Хилл понимал опасность ситуации и необходимость подкреплений. Около 11:00 пришёл генерал Полк с корпусом Уокера. Этими силами Хилл мог бы и закрыть брешь, образовавшуюся после провала атаки Хельма, и поддержать атаку Брэкинриджа, но он по какой-то причине отказался использовать бригады Уокера, а пожелал ввести в бой только бригаду Джиста, которая ещё не пришла на поле боя. Почему-то и Полк и Уокер не стали спорить с этим странным требованием. Они стали ждать Джиста, а в это самое время атака Брэкинриджа уже выдыхалась. Джист подошёл в 11:30, и Хилл решил послать его на позицию дивизии Брэкинриджа, но тут возразил Уокер, который предложил атаковать с фронта всем своим корпусом. Полк мог бы разрешить этот спор, но он, вероятно, не стал вмешиваться.
В итоге Уокер выделил для атаки всю свою дивизию (бригады Джиста, Уилсона и Эктора). Он передал её под командование Джиста, который сдал свою бригаду полковнику Пейтону Колкитту. Незадолго до полудня дивизия начала наступать примерно там же, где ранее наступала бригада Хельма. Он вышел к левой оконечности федеральных укреплений, где стояла бригада Гроса и остатки бригады Доджа. Примерно в 11:45 южане вышли к федеральным укреплениям, но уклонились слишком далеко вправо, так что только левый 24-й Южнокаролинский пехотный полк смог открыть огонь по противнику. Колкитту пришлось разворачивать влево 46-й Джорджианский полк и 8-й Джорджианский батальон. Между тем 24-й попал под огонь и потерял полковника Стивенса и всех основных офицеров. Колкитт лично отправился на позицию полка, чтобы разобраться с ситуацией, но тут же был убит пулей наповал. Бригада сразу начала отступать. 24-й за полчаса боя потерял половину своего состава.
Даниель Хилл понял, что атаковать укрепления с фронта было неразумно, и решил отправить на помощь Джисту бригаду Гована, чтобы она присоединилась к Джисту справа и тем самым вышла бы к флангу федеральной армии. Примерно в полдень бригада Гована, вместе с которой шёл генерал Лиддел, стала выдвигаться на позицию. Она шла там же, где бригада Стовалла ранее утром, и попали под огонь пикетов бригада Виллиха. Гован развернул бригаду влево и она атаковала бригаду Тимоти Стенли с фронта и фланга. И Стенли, и стоящая за ним бригада Дика стали отступать, при этом Стенли отошёл в относительном порядке, а бригада Дика полностью утратила боеспособность. Бегство двух бригад заметил генерал Бэрд, который только что получил подкрепления в виде двух полков бригады Барнса. Он велел им атаковать противника и они удалили по 6-му и 7-му Арканзасским полкам Гована. Левый фланг Гована оказался почти окружён и он стал отходить. 5 и 13-й Арканзасские отступили в лес, и только в 14:00 смогли добраться до своей армии.

### Уход Вуда
Между тем утренняя атака произвела некоторое волнение в федеральных рядах, поскольку некоторые части пришлось перебрасывать с места на место. В 10:45 Томас отправил капитана Сэндфорта Келлога, своего племянника и адъютанта, на поиски дивизии Бреннана. Получив этот приказ, Бреннан отправился в соседнюю дивизию Рейнольдса и сообщил Рейнольдсу, что уходит. Он спросил, сможет ли Рейнольдс удержать позицию. «Что ж, вероятно Томасу вы нужнее, чем мне, — ответил Рейнольдс, — и я думаю, что смогу удержаться тут. Так что идите и удачи вам». Бреннан уехал к себе, в Келлог остался с Рейнольдсом. Тот сказал ему, что надеется удержать позицию даже без Бреннана, но всё же неплохо бы передать Томасу или Роузкрансу, что его фланг полностью открыт, и если у них есть какие-нибудь лишние части, то здесь им найдётся работа. Келлог отбыл, а Рейнольдс увидел, что дивизия Бреннана по какой-то причине остаётся на месте, но не придал этому значения, а занялся своими делами.
Келлог прибыл в штаб Роузкранса вскоре после 10:30. Он сильно устал и, вероятно, не мог подробно объяснить свой запрос. «Томаса прижали», сказал он и далее добавил что-то про то, что Томас запросил дивизию Бреннана, тот уходит, а фланг Рейнольдса открыт. Его точные слова неизвестны, но историк Глен Такер предположил, что Келлог просто не увидел дивизию Бреннана из-за густого леса. Роузкранс велел Бреннану следовать приказу Томаса, а затем велел дивизии Вуда сместиться влево. В этот момент Джеймс Гарфилд, начальник штаба, был занят составлением приказов для дивизий Шеридана и Ван Клеве, поэтому Роузкранс обратился к майору Фрэнку Бонду: «Если Бреннан уходит, Вуд должен занять его место. Напишите ему, что командующий приказывает ему сместиться влево к Рейнольдсу и помочь ему (to close to the left on Reinolds and support him)». Бонд написал следующий приказ:

Командующий генерал приказывает вам сблизиться  с Рейнольдсом как можно скорее, и поддержать его. С уважением, Фрэнк БондОригинальный текст (англ.)– The general commanding directs that you close up on Reynolds as fast as possible, and support him. Respectfully, &c. FRANK J. BOND
— Who Lost the Battle of Chickamauga?
Роузкранс не стал проверять написанное (иначе он внёс бы уточнение, что это надо сделать только после ухода Бреннана), а просто передал его подполковнику Старлингу и попросил доставить его. Он пояснил Старлингу, что Вуду приказано сместиться влево к Рейнольдсу. Корпусной генерал Криттенден находился тут же в штабе, поэтому не было необходимости направлять приказ обычным путём через Криттендена. Старлинг отбыл вскоре после 11:00.
В это время дивизия Вуда стояла на краю Бротертонского поля. Около 9:30 рядовые 100-го Иллинойсского полка (230 человек) заметили стрелковую цепь противника (44-й Теннессийский полк) на лафайетской дороге у дома Бротертона. Полковник Бартлсон приказал атаковать, и иллинойсцы отбросили противника в лес. Преследуя его, они наткнулись на основную массу армии южан и были отброшены назад. Полк вернулся за поле, но часть удержалась за оградой дома Бротертона, но тут южане атаковали их и полковник был тяжело ранен. Его затащили в дом Бротертона, но там и оставили. Эта перестрелка ещё не затихла, когда Старлинг прибыл к Вуду.
В 11:00 Старлинг нашёл Вуда и Маккука на позиции бригады Бьюэлла и вручил ему приказ. Он также начал объяснять его содержание, но Вуд прервал его; Бреннан стоит на позиции, сказал он, и ему некуда переместить дивизию. «Тогда и приказа нет», ответил Старлинг. На этом бы всё и кончилось, писал Питер Коззенс, если бы на месте Вуда был кто-нибудь другой. Роузкранс ужа дважды порицал Вуда за несвоевременное выполнение приказов. Последний раз он получил унизительный выговор всего 20 минут назад в присутствии всего штаба, и Вуд ещё не пришёл в себя от возмущения. Он ответил Старлингу, что приказ однозначен, и требует немедленного выполнения. Старлинг предложил вернуться в штаб и уточнить у Роузкранса ситуацию. Но Вуд отказал, для него приказ был ясен и несомненен. «Он ясно говорил мне, что надо вывести дивизию из линии, идти на север и на восток через тыл, найти позицию Рейнольдса, встать рядом и помочь ему», писал Вуд впоследствии. Он даже сказал что рад тому, что приказ доставлен в письменной форме, потому что это поможет впоследствии объяснить свои действия. Старлинг отбыл в штаб, а Вуд тем временем попросил Маккука закрыть пространство, которое образуется после его ухода. Вуд впоследствии утверждал, что Маккук обещал сделать это, но сам Маккук категорически отрицал такую договорённость. «У меня не только не было времени для этого, но не было даже и частей, кроме небольшой бригады на фронт всей дивизии», писал он. Он во всяком случае сразу же принял меры: отправился в свою дивизию и приказал бригаде Мартина занять позицию уходящей бригады Бьюэлла.
Споры о правомерности поступка Вуда тянулись до смерти всех участников события, а интерес к нему не затухает по сей день. Комментаторы обычно делятся на два лагеря в зависимости от своих пристрастий. Томас ван Хорн, биограф генерала Томаса, считает, что раз приказ был передан напрямую из штаба, то это значило, что его надо выполнять незамедлительно. Генри Кист полагал, что Вуд стремился быстро выполнить приказ, чтобы не получить очередной выговор от Роузкранса. Джон Турчин (стоявший тогда со своей бригадой в рядах дивизии Рейнольдса) впоследствии писал: «Первая часть приказа требовала от Вуда сместить дивизию влево по линии и присоединиться к Рейнольдсу, а вторая требовала выйти из линии и встать в тылу Рейнольдса. С точки зрения фразеологии, принятой в военном языке, приказ не имел смысла; одна его часть противоречила другой». Он считал, что Вуд обязан был уточнить приказ, потому что командиры дивизионного уровня не должны выполнять приказ без обсуждения.
Роузкранс в свою защиту потом тоже утверждал, что дивизионный командир должен выполнять приказ по обстоятельствам, а не беспрекословно, но, как заметил Глен Такер, он забыл, что примерно час назад заявил Вуду: «Вы не выполнили мой точный приказ... Видит Бог, я больше этого не потерплю!».
Сам Роузкранс в рапорте описал ситуацию так:
Генерал Вуд, пропустив указание «сблизиться (close up) с генералом Рейнольдсом», предположил, что ему надо поддержать его (to support him), выйдя из линии и пройдя в тылу генерала Бреннана, который, как выяснилось, не вышел из линии, а стоял в линии, немного в тылу Рейнольдса.
Таким образом две бригады Вуда (Харкера и Бьюэлла) покинули свои позиции и на фронте федеральной армии образовалась брешь шириной в две бригады: конкретно между правым флангом бригады Барнса и левым флангом бригады Кэрлина. В результате дивизия Дэвиса оказалась открыта с обеих флангов. Однако, Дэвис успел получить от Бьюэлла предупреждение об уходе, и по личной инициативе отправил бригаду генерала Мартина на место Бьюэлла, сократив тем самым брешь вдвое.

### Атака Лонгстрита
Когда начиналась атака Брэкинриджа, левое крыло Теннессийской армии ещё не было построено. Лонгстрит закончил размещать свои бригады только в 10:00. Он построил свои войска, примерно 11 000 человек, в пять линий. Первая линия встала всего в 600 метрах восточнее Лафайетской дороги, здесь стояли: слева три полка бригады Грегга (7-й Техасский, 15-й Теннесийский и 1-й Теннесийский батальон),  бригада Фултона и бригада Макнейра. Они занимали фронт шириной в 500 метров. Во второй линии стояли остальные полки Грегга под командованием полковника Кируса Сагга. Обе линии составляли дивизию Башрода Джонсона. В третьей линии стояла Техасская бригада Робертсона и алабамская бригада Перри. В четвёртой линии стояла джорджианская бригада Беннинга. Последними на поле боя пришли бригады Кершоу и Хэмфриза и встали в пятой линии.
Помимо 11 000 человек в основной атакующей колонне, в распоряжении Лонгстрита была дивизия Стюарта справа и две дивизии (Хайндмана и Престона) слева, что в сумме давало ему 23 000 человек.
На этой позиции они простояли примерно час. В 11:00 Вуд получил свой приказ на уход от Роузкранса, а в это время Лонгстрит ждал от Брэгга приказа на атаку. В этот момент Стюарт уже получил разрешение атаковать; звуки стрельбы на его фронте удивили Лонгстрита, но кто-то сообщил ему, что Стюарт получил приказ напрямую от Брэгга. Тогда Лонгстрит в 11:10 приказал Джонсону и Худу начинать. Бригады Фултона и Макнейра стали приближаться к Бротертонскому полю, где ещё стояла стрелковая цепь бригады Бьюэлла. Сама бригада ушла с позиции, но охранение отозвать забыли. Южане вышли на край леса, перешли лафайетскую дорогу и бросились в атаку на Бротертонское поле, легко отбросив стрелков Бьюэлла. Южане атаковали как раз том, где стоял дом Бротертона и им пришлось обходить его: Макнейр пошёл правее, а Фултон левее дома.
|                               |                         |                                            |                                                              |
| Дом Бротертона, вид с востока | Дом Бротертона с севера | Край Бротертонского поля и позиция Бьюэлла | Вид на Бротертонское поле и дом Бротертона с позиции Бьюэлла |

На западном краю поля начинался лес, там стояли укрепления, которые только что были оставлены бригадой Бьюэлла. Бригада полковника Мартина (бывшая бригада Хега) как раз занимала их, но не успела: 8-й Канзасский полк только вышел на позицию, как со стороны поля по нему открыл огонь 17-й Теннесийский, и канзасцы бросились бежать. Правее стоял 15-й Висконсинский полк, который какое-то время держался под огнём 15-го Теннесийского, но южане вышли на его фланг, и полк стал в беспорядке отходить. Генерал Джефферсон Дэвис, к дивизии которого относилась бригада Хега/Мартина, потом писал, что открытость его левого фланга делала его позицию безнадёжной, и только бегство могло спасти бригаду от уничтожения и плена. Перебравшись через укрепления, южане прошли через лес и вышли на край поля Диера, и таким образом через 20 минут после начала атаки она фактически оказались в тылу Камберлендской армии.
Бригада Макнейра, наступая, наткнулась на отходящую бригаду Бьюэлла. 26-й Огайский полк первым попал под огонь, попытался развернуться фронтом к противнику, но не успел, пришёл в расстройство и стал бежать. Побежал и 100-й Иллинойский. Бегущая толпа увлекла за собой и генерала Бьюэлла, который в неразберихе потерял штабной флаг. Бьюэлл сумел собрать остатки своей бригады и увести её на высоту Подкова. 13-й Мичиганский полк его бригада попал под удар последним, поэтому у него было несколько минут, чтобы подготовиться. Полк залёг, дождался приближения противника, и дал по нему уверенный залп. Бригада Макнейра приостановилась, и тогда 13-й бросился в штыковую атаку, отбросив людей Макнейра обратно к Бротертонскому полю. Но во второй линии шли четыре полка Сагга. Они залегли, дождались залпа наступающего 13-го, а потом вскочили и бросились в атаку, обратив 13-й в бегство.
Уход Вуда открыл и правый фланг дивизии Бреннана, где стояла бригада Конелла. Конелл почувствовал опасность со стороны пустого фланга и начал разворачивать свои полки фронтом на юг. В это время генерал Худ решил обезопасить фланг наступающего крыла Лонгстрита и выдвинул свою бригаду к правому флангу Макнейра. Наступающая первой бригада Перри встретила 17-й Огайский полк Конелла, который только начинал перестраиваться. Попав под огонь, полк рассыпался и стал отходить. Затем запаниковал 31-й Огайский, отход которого оставил без прикрытия мичиганскую батарею Чёрча. Чёрч едва успел спасти орудия и отвести их на высоту Подкова. 82-й Индианский полк оказал некоторое сопротивление, но оказался один на позиции и тоже стал отходить, отстреливаясь. Бригада Сэма Битти стояла во второй линии за Конеллом, но бегство полков Конелла расстроило её ряды, а потом она оказалась под огнём с фронта и фланга и тоже стала отступать.

### Атака дивизии Хайндмана
Дивизия Томаса Хайндмана стояла левее атакующей колонны Лонгстрита. Бригада Захарии Диза и Артура Мэниголта стояли в первой линии, а бригада Андерсона немного позади в качестве резерва. Лонгстрит лично прибыл на позицию алабамской бригады Диза и приказал атаковать. В 11:20 полки Диза начали наступление. Они встретились с пикетной цепью бригады Карлина и та сразу отступила к укреплениям, где три полка Карлина занимали фронт в 200 метров. Они открыли огонь по наступающим южанам, но те начали обходить их правый фланг. Карлин велел подполковнику Джилмеру перевести на правый фланг его 38-й Иллинойсский полк, но Джилмер был почти сразу убит и приказ не был выполнен вовремя. Попав под атаку, он стал отступать, а за ним и другие федеральные полки, из-за чего 101-й Огайский полк оказался почти в окружении. Попав под огонь с фронта и флангов, он стал отходить вслед за другими полками бригады Карлина.
Бригада отступала к склону холма Литтла, на котором стояла бригада Бернарда Лэйболдта. Генерал Дэвис нашёл Лэйболдта и велел ему идти на помощь своей дивизии, но тот отказался: его бригада занимала выгодную оборонительную позицию, с которой он не хотел уходить. Четыре полка бригады стояли  один за другим на склоне, так что могли вести огонь одновременно. Они были готовы отразить любую атаку с фронта, но в случае наступления им пришлось бы идти по пересечённой местности около фермы Тана. Наконец, появился корпусной генерал Маккук и приказал наступать, чтобы помочь дивизии Дэвиса. Лэйболдт попросил разрешения развернуть бригаду в линию, но ему было отказано – он должен был наступать незамедлительно. Первым пошёл вперёд 73-й Иллинойсский пехотный полк; он столкнулся с бегущей бригадой Карлина, которая расстроила его ряды, а потом алабамцы Диза открыли по нему огонь со всех сторон, и от стал отступать. За ним, один за другим, побежали остальные полки бригады Лэйболдта. Глен Такер писал, что бригада не успела сделать ни единого выстрела.
В этот момент на вершине холма Литтла появился Шеридан, который увидел, куда Маккук послал его бригаду, и что с ней стало. Он вызвал бригаду Уильяма Литла и велел ей как можно быстрее идти на холм и спасать Лэйболдта. Первым на высоту поднялся 88-й Иллинойсский, который успел развернуться в линию и дать залп по алабамцам Диза из-под прикрытия деревьев. Алабамцы отступили, и тогда Литл успел разместить на позиции остальные полки бригады. Ему удалось это сделать всего за несколько минут, находясь всего в 50 метрах от передовых отрядов Диза. Алабамцы оказались в трудном положении; им решил помочь 15-й Алабамский полк бригады Перри, но полковник Оатс не сумел вовремя перестроиться.
В это время левее Диза наступала бригада Маниголта, но между Дизом и Маниголтом образовался разрыв в несколько сотен метров. Генерал Хайндман заметил этот разрыв и выдвинул туда бригаду Паттона Андерсона. Тот быстро заметил, что индианская батарея ведёт огонь по левому флангу Диза, а миссурийская батарея – по правому флангу Маниголта, поэтому разделил свою бригаду, отправив два правых полка против индианской батареи, а остальные полки против миссурийской. Индианская батарея едва успела уйти, потеряв два орудия. Эта атака придала уверенности бригаде Диза, которая снова пошла в атаку. Бригада Литтла оказалась под ударом с нескольких сторон, сам генерал Литл был ранен, некоторое время оставался в сознании, но вскоре вторая пуля попала ему в щеку. Он умер через несколько минут. Когда бригада отступила, южане заняли высоту. Генерал Андерсон первым явился к телу Литтла; они были друзьями и политическими союзниками до войны. Он оставил охрану у тела генерала и вернулся к своей дивизии. Так, всего за 40 минут наступления, дивизия Хайндмана отбросила две федеральные дивизии и почти вышла к дороге Драй-Велли.
Роузкранс находился немного западнее Холма Литтла. Он видел бегство дивизии Шеридана, пытался найти самого Шеридана, но не смог. Тогда он решил, что его правый фланг окончательно разбит и отправился на левый фланг к штабу генерала Томаса. В это время Шеридан тоже понял, что дальнейшее сопротивление бесполезно. Тогда он сказал: «Пора нам всем отсюда убираться».  Заметив офицеров, которые пытались остановить бегущих, он приказал им не препятствовать: «Пусть уходят. Пусть спасают свои жизни». Генерал Маккук тоже решил, что армия уничтожена, и отправился со штабом в сторону Чаттануги. Очевидцы утверждали, что это было очень похоже на бегство.
После бегства генералов на поле боя осталась только миссурийская батарея (батарея G) под охраной остатков нескольких пехотных полков, но бригада Маниголта бросилась вперёд и захватила батарею. И в это время с юга появилась федеральная бригада Уайлдера: 98-й Иллинойсский полк. Он напал на 34-й Алабамский полк почти с тыла и сразу же отбросил его. 72-й Индианский присоединился к атаке слева от 98-го, а 123-й Иллинойсский и 17-й Индианский справа. Маниголт обнаружил, что его фланг никем не прикрыт, поскольку бригада Престона по какой-то причине не начала наступать. Маниголт начал отход , который постепенно превратился в бегство. Бригада Тригга успела прийти ему на помощь: при появлении Тригга генерал Уайлдер прекратил атаку и отвёл своих людей на холм Гленна. Изучив поле боя, Уайлдер решил, что имеет смысл атаковать левый фланг противника (дивизию Хайндмана) и пробиваться на соединение с корпусом Томаса. Он построил свою бригаду и уже начал наступать, когда увидел, что к нему мчится верхом человек в гражданском. Он заявил, что он — Чарльз Дэйн, помощник военного секретаря. Он сказал, что всё потеряно, армия бежит, и положение хуже, чем при Булл-Ране, что Роузкранс, вероятно, убит. Он категорически запретил Уайлдеру пробиваться к Томасу. Он велел немедленно отступать, и потребовал себе эскорт до Чаттануги.  У Дэйна не было полномочий для таких приказов, но Уайлдер этого не знал и не стал спорить. Он отступил, но не стал спешить, собирая по пути брошенные орудия, повозки, и потерявшихся солдат. До конца жизни Уайлдер был уверен, что он смог бы разбить фланг Брэгга. Впоследствии он долго жил в Чаттануге, посещал поле боя и общался с южанами, и, по его словам, они подтверждали его предположения.

### Штурм батарей Менденхолла
Ещё до того, как случился прорыв генерал Ван Клеве получил приказ двигаться на левый фланг, поэтому майор Менденхолл отправил артиллерию вперёд и поставил её, все 16 орудий, на длинном хребте, который тянулся западнее поля Диера. Это была сильная позиция, которая позволяла простреливать всё поле, а к северу находилась ещё одна небольшая высота, которая прикрывала фланг и заодно подходы к высоте Подкова с юга. Когда фронт был прорван, к позиции Менденхолла стали отходить другие батареи. Там же оказался генерал Криттенден, который пытался найти какую-то пехоту для прикрытия орудий. Когда лейтенант Кашинг спросил его, каким путём предстоит отступать, Криттенден ответил: «Мы не собираемся отступать. Держите свою позицию».  Ему удалось поставить перед орудиями 58-й Индианский полк и 26-й Огайский.  В итоге, Менденхоллу удалось открыть сильный огонь по южанам, наступающим через поле Диера. Лонгстрит заметил это. План предполагал, что его крыло будет разворачиваться влево и гнать противника на юг, но артиллерия на хребте, и то, что фланг Томаса всё ещё держался, заставили его поменять планы. Когда он узнал, что генерал Худ направил дивизию Джонсона против батарей Менденхолла, он одобрил это решение. Узнав о положении дивизии Хайндмана, он приказал ей выйти из боя, отступить на север и присоединиться к левому флангу Джонсона.
Дивизия Джонсона вышла на поле Диера в 11:40. Бригада Джона Фултона наступала прямо на запад по Диерской дороге, бригада Сагга уклонилась вправо, выходя к флангу позиции Менденхолла, а бригада Макнейра намеревалась атаковать позиции противника с фронта. Бригада Перри из дивизии Лоу шла правее, с большим разрывом, нацеливаясь на левый фланг позиции Менденхолла. На хребте между тем Криттенден всё ещё искал пехоту, но нашёл только генерала Ван Клеве с сотней человек. 26-й Огайский полк, прикрывавший артиллерию, понял безнадёжность положения и отступил перед бригадой Перри; 27-й Алабамский полк бросился вперёд и захватил 3-ю Висконсинскую батарею. Оттуда они открыли огонь по 26-й Пенсильванской батарее, и та отступила, оставив два орудия. Стоявшая ещё левее 7-я Индианская батарея тоже отступила, потеряв одно орудие.  Между тем атака Макнейра шла менее удачно: сам Макнейр был ранен осколком, командование принял полковник Харпер, но был сразу же убит. Однако, 39-й Северокаролинский полк сумел прорваться к артиллерии. Бригаде Сагга удалось атаковать фланг, и в итоге все батареи отступили, потеряв несколько орудий.
Криттенден не знал, как поступить дальше, и что случилось с Роузкрансом и Маккуком. Он спросил совета штабных офицеров. Полковник Старлинг ответил, что если Криттендена волнует, что напишут в газетах, то лучше попытаться присоединиться к Томасу. Криттенден ответил, что его не волнуют газеты, а он хочет выполнить свой долг офицера. Старлинг сказал, что в этом случае надо уходить в Чаттанугу и собирать бежавших. Криттенден согласился и отправился в сторону Россвила.
Роузкранс в это время был где-то рядом. Он пытался остановить бегущих, но не мог. Примерно в полдень он решил покинуть поле боя. В рапорте он написал, что хотел найти Томаса, но оказался отрезан от его позиции, и не был уверен, что левый фланг держится, поэтому уехал в Росвилл. Гарфилд заметил, что генерал стал рассеян и безучастен. Психологическое и физическое истощение наконец одолели его.

### Бой бригады Харкера
Фланг генерала Томаса держал позицию, но генерал услышал звуки боя со стороны правого фланга и поехал разобраться, что там происходит. В пути он встретил генерала Вуда, который двигался на север по лафайетской дороге с бригадой Барнса и искал дивизию Рейнольдса, чтобы встать за ней. Томас сказал ему, что Рейнольдсу не нужна помощь, но она нужна Бэрду на левом фланге корпуса. Вуд показал приказ Роузкранса и Томас разрешил его не выполнять, а сразу идти на помощь Бэрду. В это время его вторая бригада (Чарльза Харкера) попала под выстрелы с юга. Вуд отправился туда и увидел, как техасская бригада Робертсона наступает через поле Диера ему в тыл. Он понял, что положение опасное, он сразу развернул бригаду Харкера фронтом на юг, двинул её вперёд, и открыл огонь по флангу Робертсона, 4-му Техасскому полку. Бригада Робертсона почти взяла высоту к северу от поля Диера (позицию Мичиганской батареи), но атака Харкера быстро выбила их с этой высоты. В этом им помогла ошибка бригады Макнейра, которые спутали техасцев (которые носили синие куртки) с пехотой противника и дали по ним залп с тыла. Робертсон отступил, что открыло фланг бригады Перри и та тоже отошла на южный край поля Диера. Харкеру удалось отбросить сразу две бригады противника и дать армии время занять высоту Подкова и хоть как-то приготовиться к обороне .
Когда последние полки дивизии Лоу отступили в лес, на юго-восточном краю поля Диера появилась южнокаролинская бригада Джозефа Кершоу. Он сразу понял, куда наступать: бригада Харкера стояла всего в 400 метрах к северу. Джон Худ заметил Кершоу и отправился дать ему указания. Генерал Робертсон попытался перехватить его, чтобы получить распоряжения на дальнейшие действия, и тут на его глазах пуля попала в ногу Худа, расщепив кость. Худ упал на руки своего штабиста, пробормотав последний приказ: «Идите вперед, будьте впереди…». Ранение Худа остановило наступление в тот момент, когда нужны были быстрые, решительные действия для развития успеха. Вся система командования сразу запуталась. Кершоу был готов наступать, но ему сообщили, что он, как старший по званию, должен принять командование бригадами Робертсона и Беннинга. Тут же появился Джонсон, который предположил, что он старший по званию. Кершоу был готов уступить, но оказалось, что он действительно старше. В итоге Кершоу сообщил о ситуации Лонгстриту, чтобы тот сам решил, как поступить, а сам двинулся вперёд.
Бригада Кершоу носила голубую форму, и федералы Харкера приняли их за своих: ожидалось, что с той стороны подойдут полки Маккука, и даже флаги южнокаролинцев кому-то напомнили флаг штаба Маккука. Харкер потом признавался, что не предполагал, что корпус Маккука уже полностью уничтожен. Сам генерал Томас решил, что это люди Шеридана, и велел не стрелять, если те не начнут первыми. Бригада Кершоу между тем шла строго на север, а 2-й Южнокаролинский полк был отправлен влево, чтобы по возможности ударить по правому флангу противника. Он вышел к флангу 58-го Индианского полка и дал залп, который сразу обратил индианцев в бегство. Аркер оказался в безвыходном положении: его правый фланг стоял на высоте, и теперь южнокаролинцы захватили эту высоту. Они открыли огонь по 65-му Огайскому, сразу же убив его командира. Он стал отходить, а за ним и 3-й Кентуккийский. Вуд пытался остановить кентуккийцев, но под ним была убита лошадь и он сам стал уходить на холм Снодграсса. В 12:50, не видя никакой помощи, Харкер приказал остаткам бригады отступить, чтобы не попасть в окружение.

### Оборона Подковы: атака Кершоу
В тылу федеральной армии находилась высота, отрог Мессионерского хребта, которая после сражения стала известна как хребет Подкова. Она не имела ничего общего с подковой и выглядела как цепь холмов, разделённых оврагами. К северу от Первого холма находилась высота, на которой стоял дом фермы Джорджа Вашингтона Снодграсса, и эту высоту иногда называют холм Снодграсса. Когда атака Лонгстрита опрокинула дивизию Бреннана, он примерно в полдень отступил на Первый холм, где попытался разместить своих людей, а у дома Снодграсса нашёл генерала Негли с бригадой Сирвелла. По просьбе Бреннана Негли отправил на Второй холм 21-й Огайский полк, вооружённый 5-зарядными винтовками Кольта. Но никто не показал полку направление и он по ошибке ушёл на Третий холм. К 12:45 Бреннан, полковник Уокер и Джон Битти успели построить на высоте боевую линию из остатков своих войск. Слева подходила бригада Харкера и занимала холм Снодграсса. Вскоре подошёл сам генерал Томас и разместил свой штаб позади позиций Харкера. «Этот холм надо удержать, и я поручаю вам это», сказал Томас генералу Харкеру. «Я сделаю это или умру здесь», ответил Харкер. Появление Томаса придало уверенности полкам на высоте, но в то же время генерал Негли утратил волю к сопротивлению, и ушёл к Россвилу вместе с бригадой Сирвелла и артиллерией. Он также увёл с собой тех, кого встретил по пути, вместо того чтобы вернуть их на позицию на высоте Подкова.
В 13:00 южнокаролинская бригада Кершоу, преследуя отступающие полки Харкера, подошла к высоте Подкова и так началась атака этой высоты, первая в серии многих неудачных атак. Линия бригады Кершоу была расстроена наступлением, и она атаковала бессистемно, по слишком широкому фронту. 2-й Южнокаролинский атаковал между 2-м и 3-м холмами, намереваясь снова обойти фланг противника, но попал под огонь Кольтов 21-го Огайского и был отброшен. 21-й контратаковал, но в свою очередь попал под залп и отступил назад на позицию. Остальные полки Кершоу тоже отошли после первых выстрелов. Правее Кершоу должна была подойти миссисипская бригада Бенджамина Хемфриза. Когда правые полки Кершоу и прибившийся к ним 15-й Алабамский атаковали Первый холм, Кершоу подумал, что это атакуют миссисипцы, и снова бросил левые полки в атаку, но и она была отбита. Между тем Хэмфриз не решился атаковать холм Снодграсса и сообщил Лонгстриту, что, на его взгляд, позиция противника неприступна. На этом первый штурм завершился и на некоторое время наступило затишье.

### Прибытие корпуса Гренджера
Резервный корпус Гордона Гренджера с утра стоял в трёх милях севернее позиции Томаса, и до утра не получал никаких внятных приказов. В 10:30 он услышал стрельбу на фронте Томаса, но только через час решил двинуться в ту сторону, хотя бы даже без приказов. Он взял с собой бригады Стидмена (Уайтакера и Митчелла), а бригаду Маккука оставил охранять дорогу на Рингголд. Гренджер прибыл на высоту Подкова в 13:45, когда атака Кершоу уже завершилась, а вторая атака ещё не началась. Томас приказал поставить дивизию Стидмена левее Харкера, чтобы закрыть разрыв фронта, но в это время раздалась стрельба на правой оконечности высоты, и Томас поменял решение: он приказал Стедмену встать правее позиции Бреннана. Уайтакер прошёл вдоль северного склона высоты, развернул бригаду Уайтакера правее и позади Бреннана, а бригаду Митчела ещё правее. В 14:15 Стидмен начал выдвигаться вперёд.

### Оборона Подковы: атака Джонсона
Когда начинался бой за высоту Подкова, дивизия Башрода Джонсона покончила с левым федеральным флангом, и Джонсон понял, что наступать дальше на запад бессмысленно. Он приказал дивизии держать занятую позицию и отправился на поиски командования. В 12:15 он был на поле Диера, узнал о ранении Худа, попытался забрать бригаду Кершоу для помощи своей дивизии, но ему было отказано. Позже он встретил дивизию Хайндмана, и было решено, что Джонсон и Хайндман будут двигаться на север, к высоте Подкова, и постараются атаковать её с правого фланга. В 13:30  Джонсон построил бригады Фултона и Сагга фронтом на север и начал наступать, не дожидаясь дивизии Хайндмана. Он подошёл к южной оконечности хребта Подкова, где к нему справа присоединилась бригада Андерсона. В 13:45 артиллерия Джонсона открыла огонь по высоте, а в 14:00 бригада Андерсона начала наступление на Третий холм, на позиции 21-го Огайского. Плотный огонь огайских Кольтов вскоре заставил их отступить. Но и у огайцев начались проблемы: от частой стрельбы винтовки перегрелись и их стало сложно заряжать. В то же время бригада Сагга обошла их фланг.
В этот самый момент на холме появился 22-й Мичиганский полк бригады Уайтакера. Он бросился в атаку сквозь ряды 21-го Огайского и от,росил миссисипцев Андерсона вниз с холма. Чтобы помочь Андерсону, Кершоу бросил в бой 2-й Южнокаролинский, который заставил мичиганцев вернуться на холм. 2-й даже сумел прорваться на вершину холма, но оказался там один, без помощи, и поэтому отступил. В то же время 96-й и 115 Иллинойсские полки атаковали бригаду Сагга. Бригада Уайтакера быстро начала нести потери, были выбиты все штабные офицеры и сам Уайтакер получил лёгкое ранение и покинул поле боя. Через полчаса он вернулся, но уже нетрезвым. Между тем 115-му удалось отбросить теннессийцев Сагга, но те контратаковали и начали теснить противника, постепенно поднимаясь на холм, но 89-й Огайский остановил их.
Правые полки Сагга бали остановлены, но левые наступали и теснили 96-й Иллинойсский. К линии Сагга присоединилась бригада Фултона. Но вскоер подошла бригада Митчелла и атаковала Фултона. Бой был коротким: увидев, что их обходят с левого фланга, люди Фултона стали отходить. Историк Маккини назвал атаку дивизии Стидмена самый эффектной и самой эффективной контратакой того дня. У Стидмена было 3900 человек к началу боя, и за 20—26 минут он потерял примерно 600 человек. У него оставалось ещё достаточно сил для удержания высоты. Перестрелка затихла в 14:45, и Томас пожал руку Гренджеру: «Ещё бы 15 минут, генерал, и было бы уже поздно», сказал он.

### Вторая атака Джонсона
Генерал Лонгстрит обычно следовал примеру генерала Роберта Ли и не вмешивался в ход сражения, но неудачная атака Джонсона дала ему понять, что войскам нужны новые инструкции. В 14:45 он приказал Джонсону  привести в порядок свою дивизию, дождаться дивизии Хайндмана и атаковать общими усилиями. Вместе с генералом Бакнером Лонгстрит проехал вдоль всей своей линии, но при этом каким-то образом не заметил разрыв длинной в километр между корпусом Томаса и позициями на высоте Подкова. Он отправился на ланч, а между тем в 15:30 началась вторая атака дивизии Джонсона.  Бригады Фултона и Сагга, измотанные предыдущими боями, продержались недолго. Бригады Диза и Маниголта смешались; они три раза пытались взять атакой позиции бригады Митчелла, но всякий раз неудачно. Бригада Диза и половина бригады Маниголта отступили первыми, и тогда Джонсон послал в бой бригаду Макнейра (теперь под командованием полковника Кольмана). У северян стали заканчиваться боеприпасы, но миссисипская бригада Андерсона уже была так слаба, что не смогла этим воспользоваться, и вскоре стала отходить: в 16:00 Андерсон сам дал команду на отход, чтобы бригада отдохнула и пополнила боеприпасы. Атака Джонсона окончилась ничем, но он чувствовал, что занимает важную позицию на фланге армии и в основном от него зависит исход всего сражения.
В это самое время (15:35) генерал Гарфилд добрался до холма Снодграсса и рассказал Томасу о разгроме правого фланга. В 15:45 он отправил телеграмму в Чаттанугу, сообщив, что армия ещё держится, что Гренджер пришёл на помощь Томасу, и что Томас сможет продержаться до ночи. Между тем в 16:00 Роузкранс прибыл в Чаттанугу, не успел получить телеграмму Гарфилда, и в 16:15 отправил телеграмму Томасу, приказывая принять командование всей армией и отступить к Россвиллу.

### Атака Грейси
В 16:00, когда атака дивизий Джонсона, Хайндмана и Андерсона была отбита, Лонгстрит понял, что высоту Подкова необходимо взять, и ввёл в бой свой последний резерв, дивизию Престона. Она насчитывала 4078 человек: 2003 в бригаде Грейси, 1199 в бригаде Тригга и 876 в бригаде Келли. Грейси построил свою бригаду позади бригады Кершоу, слева встал Келли, а бригаду Тригга оставили в резерве. Хайндман объяснил Престону особенности позиции противника, а фермер Джон Диер, сын владельца фермы Диера, вызвался служить курьером. Неожиданно бригада Грейси пошла вперёд, на Первый холм. Вероятно, Кершоу сам отдал ей приказ на наступление. Отзывать её было поздно, и Престон велел Келли наступать тоже. Это было первое сражение в истории бригады Грейси; она сразу стала нести потери от огня федеральных полков, но прорвалась к укреплениям противника. 11-й Мичиганский полк первым отступил, затем отошёл 19-й Иллинойский, и 1-й Алабамский батальон ворвался в укрепления. Следом на укрепления вошёл 3-й Алабамский батальон. Прорвавшихся было слишком мало, но в густом дыму это было незаметно, и федеральные командиры не подумали о контратаке.
К 17:00 Грейси взял штурмом Первый холм. За полчаса до этого генерал Томас получил приказ Роузкранса на отступление к Росвиллу. Гарфилд потом утверждал, что он был против отступления, и трактовал приказ Роузкранса как отданный на усмотрение Томаса (discretionary). Гренджер тоже утверждал потом, что был против. Томас сказал, что не может отступить, когда он под атакой, но всё же отправил дивизионным генералам приказы на отход. Палмер, Джонсон и Бэйрд получили их в 17:00. На решение Томаса повлияли в основном обстоятельства: к 16:00 нехватка боеприпасов и отчаянная атака бригады Грейси дали ему понять, что высоту Подкова не получится удерживать долго.
Однако, три полка бригады Грейси оказались на Первом холме почти без боеприпасов. Грейси приказал отходить, и в это самое время Битти и Стоунтон начали контратаку силами 18-го Огайского полка. Огайцы бросились в штыковую атаку на холм, алабамцы Грейси дали залп последними запасами пороха и отошли вниз по склону. Левее Грейси находилась бригада Келли, которая начала наступление немного позже, нацеливаясь на Второй и Третий холмы. К 17:00 атака Келли приостановилась. Но и у северян уже не оставалось патронов, поэтому в 18:00 они стали отходить. Келли решил возобновить атаку и отправил 58-й Северокаролинский полк в обход для атаки противника с фланга, но они сами попали под неожиданную атаку 21-го Огайского и отступили.
Историк Гленн Такер сравнивал атаку Грейси и Келли с атакой дивизии Пикетта в сражении при Геттисберге. Бригада Грейси потеряла 698 человек, примерно столько же, сколько бригада Кемпера (731) или Армистеда (643) в геттисбергской атаке.

### Отступление федеральной армии
По плану Томаса, первой должна была отойти дивизия Рейнольдса, затем Палмера, Джонсона и последней Бэрда. В 16:30 Рейнольдс получил приказ на отход, после чего Томас сдал командование на высоте Гренджеру, и лично отправился руководить отступлением дивизии Рейнольдса. На позиции Рейнольдса как раз в это время пулей снайпера был убит бригадный командир, полковник Эдвард Кинг.
Первой отошла бригада Турчина. Она вышла к лафайетской дороге и пошла по ней на север. Рейнольдс находился в голове колонны. Здесь их встретил Томас, который только что узнал, что противник (дивизия Лидделла) обходит его фланг. Он велел Рейнольдсу построить боевую линию, и тот развернул бригаду Турчина фронтом на север, так что бригада уперлась правым флангом в лафайетскую дорогу. Бригада пошла вперёд и сразу увидела дивизию Лидделла, выходящую на лафайетскую дорогу. Левой, флангом к Турчину, шла бригада Гована. Бригада Турчина дала залп и бросилась в штыковую атаку. Гован не успел перестроить бригаду, его левый 6/7 Арканзасский полк едва успел дать залп, и сразу стал отходить. Вся бригада Гована рассыпалась, и у идущей правее бригады Уолталла не было времени на перестроение, так что она сразу стала отходить, потеряв два орудия батареи Фоулера. После этого Турчин отозвал атаку. Потери бригады были невелики, немногим более 30-ти человек.
Пока Рейнольдс следил за атакой Турчина, генерал Томас велел другой его бригаде, Робертсона, прикрывать Макфарландскую дорогу. Турчин, отозвав атаку, присоединился к бригаде Робертсона. Томас полагал, что армия организованно отступит по макфарландской дороге, но получилось так, что каждая дивизия отступала сама по себе. Палмер отходил, отбиваясь от преследующего его противника, а Джонсон уже находился под атакой и не смог сразу выполнить приказ, и отошёл только когда его фланг оказался открыт отступлением Палмера. Дивизия Бэйрда отходила от укреплений как раз в момент, когда началась атака бригады Люциуса Полка, и её отход сразу превратился в бегство. 33-й Огайский полк не успел отступить и почти весь попал в плен (78 человек). В 10-м Висконсинском в плен попало 143 человека, во 2-м Огайском 124. Остальные полки Бэйрда отходили в полном беспорядке. Но генерал Даниель Хилл решил не рисковать и не преследовать противника в темноте, поэтому приказал своим бригадам остановиться.
В это время, около 19:00, бригада Тригга обошла федеральную позицию на высоте Подкова и взяла в плен остатки 21-го Огайского, 89-й Огайский и 22-й Мичиганский полк. Третий холм был взят. 9-й Индианский и 35-й Огайский удерживали Второй холм, при этом 35-й да последний залп того сражения, но вскоре был получен приказ на отход и оба полка покинули холм.
Один из офицеров дивизии Негли сравнивал отступление Томаса от Чикамоги с отступлением Джорджа Вашингтона с Лонг-Айленда после неудачного Лонг-Айлендского сражения (в описании Вашингтона Ирвинга).

## Последствия
В 22:00 поле боя покинула последняя федеральная бригада — Даниеля Маккука. В это время Томас и Шеридан были уже на окраине Россвила. Томас был молчалив, ему надо было решить, как организовать оборону Росвиллского ущелья силами полностью дезорганизованной армии. Многие офицеры опасались преследования, но южане не думали о преследовании. Генерал Брэгг ушёл спать после захода солнца, уверенный, что противник остался на своей позиции. Люциус Полк велел изучить ситуацию на своём фронте и доложить Брэггу, а сам ушёл спать уже в 20:00. Даже Лонгстрит не знал об уходе противника, хотя потом утверждал обратное. Генерал Кершоу только в  10:00 заметил, что противник ушёл, и Башрод Джонсон хотел передать это командованию, но не смог никого найти  в темноте. На рассвете 21 сентября генерал Лидделл обнаружил, что противник исчез на его фронте, и лично доложил об этом Брэггу и Полку, но те, похоже, не поверили ему и не предприняли никаких действий. Около 07:00 Брэгг встретился с Лонгстритом, но содержание их разговора точно не известно. Лонгстрит, Хилл и Полк потом обвиняли Брэгга в том, что он не организовал быстрого наступления, но на тот момент армия была не готова двигаться с места. Продовольствие подходило к концу, а система снабжения плохо работала уже несколько месяцев. Сам Брэгг был болен, переутомлён, и он снова вернулся к своей нерешительности.
Генерал Форрест на рассвете проехал верхом к Россвилу, захватил несколько пленных и с высокого места рассмотрел расположение Камберлендской армии. В 09:00 он написал Полку, что он в миле от Россвила, видит Чаттанугу ив сё вокруг, и что противник отходит в спешке и надо атаковать его как можно быстрее. Не получив ответа он лично вернулся в лагерь и предложил Брэггу атаковать силами хотя бы одной бригады, но Брэгг отказал, ссылаясь на отсутствие продовольствия и боеприпасов. Форрест сказал, что всё это есть в Чаттануге, но Брэгг настоял на своём.
К полудню федеральная армия заняла оборонительную позицию у Россвила, но Томаса беспокоили фланги, поэтому днём он посоветовал Роузкрансу отступить в укрепления Чаттануги. В 21:00 армия начала отход.
Президент Линкольн утратил веру в Роузкранса, но не решился сразу уволить его. 9 октября должны были пройти губернаторские и конгрессиональные выборы, а Роузкранс был популярен в Огайо. Сам Роузкранс тем временем забрасывал президента паническими телеграммами, а под конец начал давать политические советы, чего Линкольн не любил. Одновременно Чарльз Дэйн писал, что Роузкранс хочет свалить всю ответственность на Администрацию, военного секретаря и главнокомандующего. Дэйн так же обвинил Маккука и Криттендена в бегствес поля боя. Он призвал сместить Палмера, Шеридана, Джонстона, Хэйзена и Вуда. Вместо Роузкранса Дэйн предлагал назначить Гранта. 28 сентября Военный департамент ликвидировал XX и XXI корпуса, слив их в новый IV корпус под командованием Гренджера (личного друга Дэйна), и таким образом Маккук и Криттенден остались без командования. 10 октября они покинули армию. Под обвинения попал и Негли, который в июне 1864 был отдан под трибунал. Трибунал оправдал его, но репутация Негли была испорчена и в 1865 году он покинул армию. До конца жизни он полагал, что пал жертвой дискриминации со стороны выпускников Вест-Пойнта.
В середине октября выборы в Огайо завершились, и Роузкранс стал больше не нужен. Линкольн не решался уволить его лично, поэтому в октябре три департамента (Теннессийский, Камберлендский и Огайский) были слиты в один (Миссисипское военное подразделение), во главе которого был поставлен генерал Грант, и уже Гранту поручили решить судьбу Роузкранса. Гранту был безразличен Роузкранс, поэтому он был уволен. Сообщение об этом он получил 19 октября. Он сдал армию Томасу и утром 20 октября отправился в Цинциннати. Он не нашёл в себе сил официально попрощаться с армией.  

### Потери
Потери обеих армий при Чикамоге были велики, но потери Теннессийской армии известны приблизительно, поскольку многие рапорты были утрачены. Разные историки дают разные оценки потерь:
- 14328: 1790 убитых,  11158 раненых, 1380 пропавших без вести (Д. Турчин)
- 18454: 2312 убитыми, 14674 ранеными, 1468 пропавшими без вести (Т. Ливермор)
- 20950: 2673 убитыми, 16274 ранеными, 2003 пропавшими без вести (Г. Такер[132], Кист[14])

Потери Камберлендской армии известны точнее: 1656 убитыми, 9749 ранеными, 4774 пропавших без вести, итого 16179 человек. Генри Кист даёт похожие цифры: 16336 человек.
Генри Кист называл Чаттанугу самым ожесточённым и самым кровопролитным сражением той войны.
Генерал Хайндман писал после сражения, что не помнит, чтобы федеральная армия когда-то сражались лучше, как и не помнит, чтобы южане где-то сражались лучше.
Генерал Хэйзен задавал риторический вопрос: стоило ли удержание Чаттануги всех эти потерь? Роузкранс считал что стоило; Чаттануга была целью кампании, федеральная армия удержала её, из чего следует, что сражение не было поражением. Президент Линкольн признал, что это было тяжёлым поражением, но полагал, что эта победа ничего не дала Югу, поскольку Чаттануга осталась в руках северян, а без неё Юг не представляет серьёзной опасности. Даниель Хилл писал, что южане хорошо проявили себя после Чикамоги, но это был их последний успех. Впоследствии они сражались упрямо, но уже с отчаянием обречённых, без энтузиазма и без надежды. По его словам, эта победа стала концом Конфедерации.

### Музеефикация
В 1870-е года многие частные общества призывали к увековечению памяти сражения, и в 1890 году Конгресс официально создал Военный парк под управлением Военного департамента (Указ подписан президентом 19 августа). Он стал одним из первых таких парков, наряду с Энтитемским парком, и послужил образцом для создания многих последующих. Меры по спасению парка начались ещё раньше, в 1888 году, когда поле боя посетили Фердинанд Ван Дервеер и Генри Бойдтон, бывшие офицеры федеральной армии. В декабре 1890 года была создана специальная комиссия, которая управляла парком до 1922 года. Земля в парке была выкуплена у частных лиц, дороги приведены к историческому состоянию, установлены маркеры и обелиски. В 1922 году парк перешёл под прямое управление Военного департамента, а в 1933 году управление приняла служба National Park Service. С 1892 по 1899 годы была построена наблюдательная башня, известная как Монумент Уайлдера. Уже в 1890 году стали устанавливаться информационные железные стенды размером 3 на 4 фута. Парк приобрёл пушечные ядра для создания маркеров на месте гибели известных офицеров. Для обозначения артиллерийских позиций были установлены 400 орудий. В 1977 году был установлен последний из 1400 маркеров. Официальное открытие парка состоялось 18 сентября 1895 года, на 32-ю годовщину сражения.
|                                                   |                                        |                             |                                  |
| 6-я батарея Огайского легкоартиллерийского полка. | Маркер на месте гибели полковника Хега | Инфостенд у дома Бротертона | Мемориал 35-го Индианского полка |

## Отражение в искусстве
- Рассказ Амброза Бирса «Чикамога».

### Документы
- Official report of the Battle of Chickamauga. — Richmond: R.M. Smith, 1864. — 328 p.

### Статьи
- Thomas Robson Hay. THE CAMPAIGN AND BATTLE OF CHICKAMAUGA (англ.) // The Georgia Historical Quarterly. — Georgia Historical Society, 1923. — Vol. 7, iss. 3. — P. 213-250.